# Oxalis
Genre
Classification phylogénétique
Synonymes
- Acetosella
- Bolboxalis
- Hesperoxalis
- Ionoxalis
- Lotoxalis
- Otoxalis
- Oxys
- Pseudoxalis
- Sassia
- Xanthoxalis

Le genre Oxalis (en français, les oxalis, terme masculin ou féminin, ou oxalides) regroupe plusieurs espèces de plantes herbacées de la famille des Oxalidacées, vivaces, basses, le plus souvent rampantes. On les reconnaît à leurs feuilles trifoliées, chaque foliole ayant la forme d'un cœur dont la pointe est constituée par le pétiolule.
En général, les folioles s'ouvrent le jour et se replient pendant la nuit. Les feuilles et les pédoncules floraux ont un goût acidulé caractéristique (il ne faut pas en consommer avec abus, car la plante est considérée comme légèrement toxique en raison de l'acide oxalique qu'elle contient).
Les fleurs portent cinq pétales en forme de coupe, les couleurs variant selon les espèces. La floraison a lieu pour la majorité des espèces en avril-mai.
Les fruits sont des capsules.

## Étymologie
Le nom d'Oxalis vient du grec oxys, « aigu, acide », en référence à la saveur piquante des feuilles comestibles due à l'acide oxalique.

## Synonymes
- Acetosella
- Bolboxalis
- Hesperoxalis
- Ionoxalis
- Lotoxalis
- Otoxalis
- Oxys
- Pseudoxalis
- Sassia
- Xanthoxalis

## Principales espèces
- Oxalis acetosella : oxalis petite oseille ou pain de coucou. Fleurs blanches veinées de mauve. Pousse dans les bois ombragés. Une seule fleur par pédoncule.
- Oxalis corniculata : oxalis corniculée. Petites fleurs jaunes (une ou deux par pédoncule).
- Oxalis articulata : oxalis articulée. Espèces voisines : O. corymbosa et O. latifolia. Fleurs en fascicule ombelliforme de couleur rose. Fréquent dans les jardins, cet oxalis est devenu une fleur sauvage poussant au bord des chemins.
- Oxalis pes-caprae : oxalis des Bermudes. Fleurs en fascicule ombelliforme de couleur jaune. Même remarque que pour l'espèce précédente : cultivée dans les jardins, la plante s'en est fréquemment échappée.
- Oxalis tuberosa : oca du Pérou, cultivé pour son tubercule comestible.
- Oxalis triangularis : oxalis pourpre, cultivé pour l'ornement notamment en raison de ses feuilles pourpres

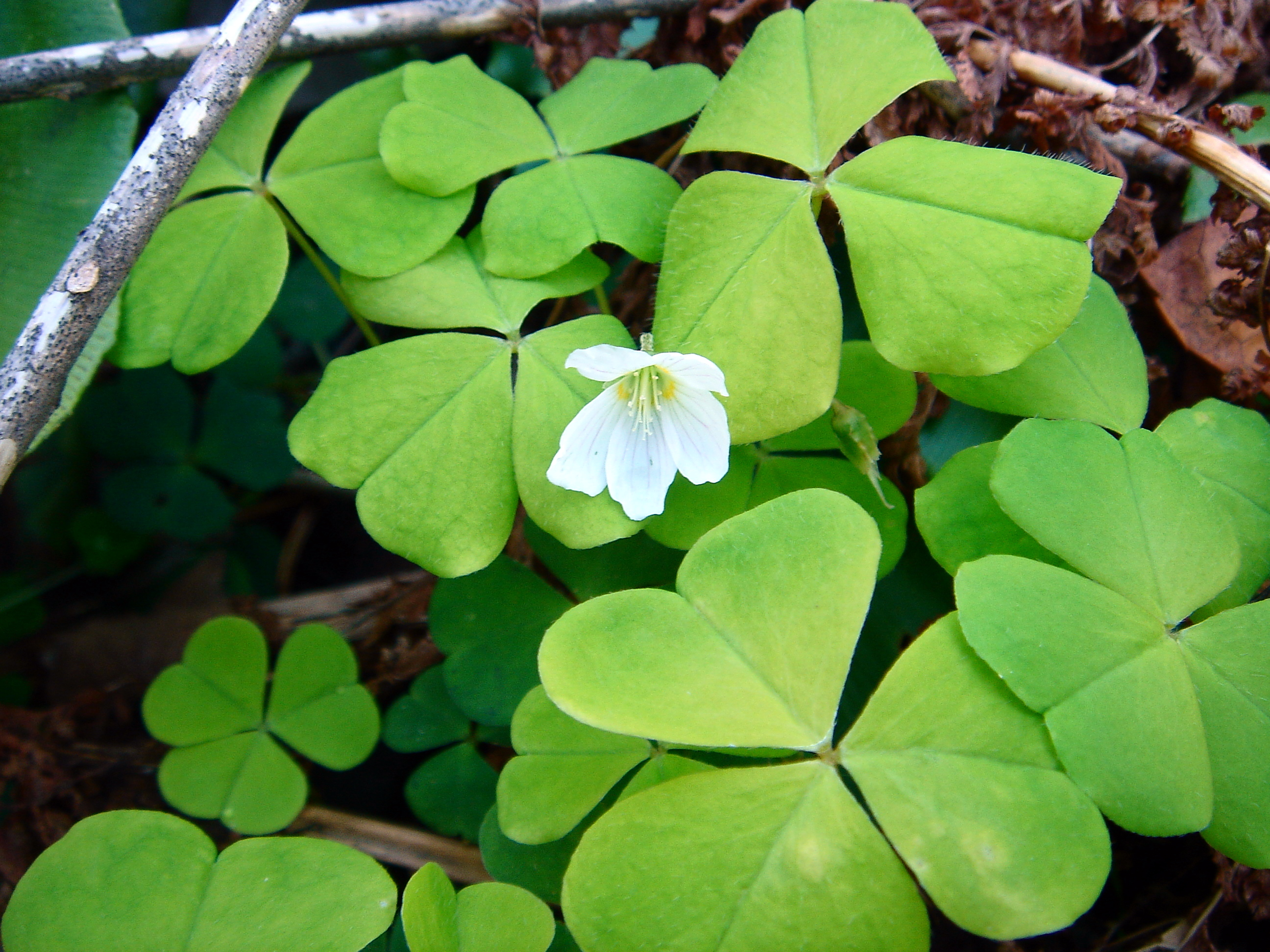
Oxalis acetosella
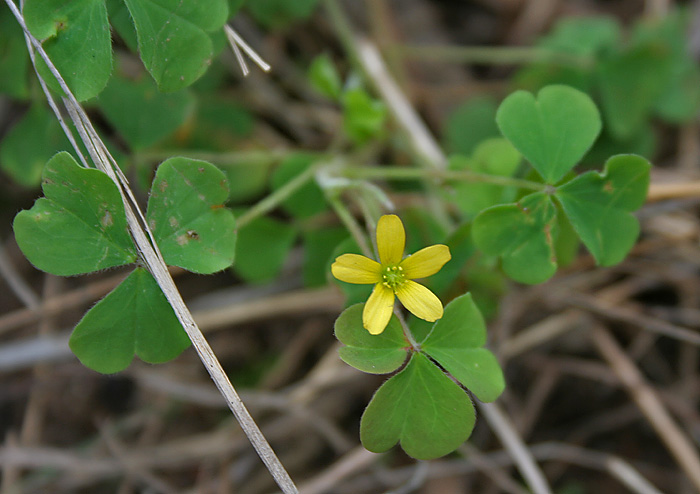
Oxalis corniculata
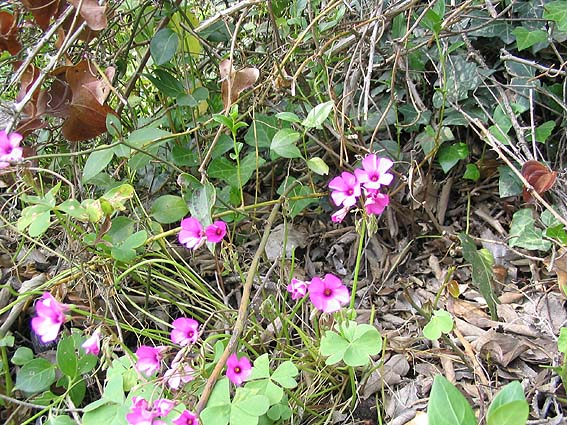
Oxalis articulata
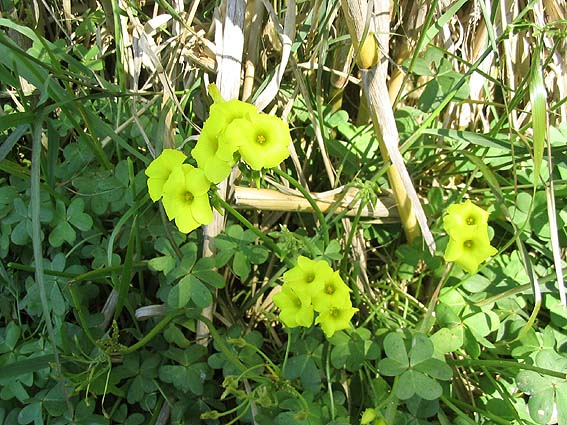
Oxalis pes-caprae
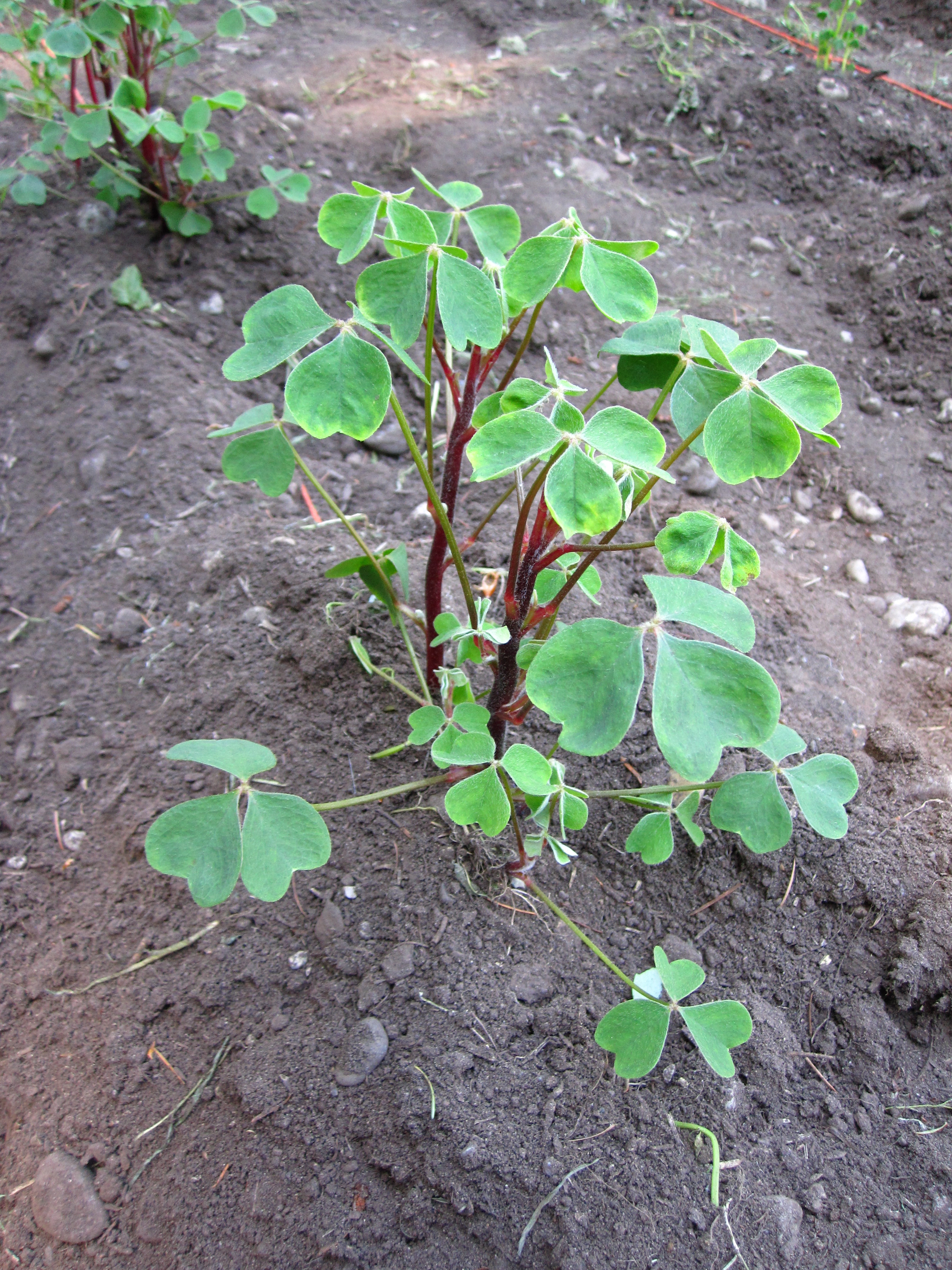
Oxalis tuberosa
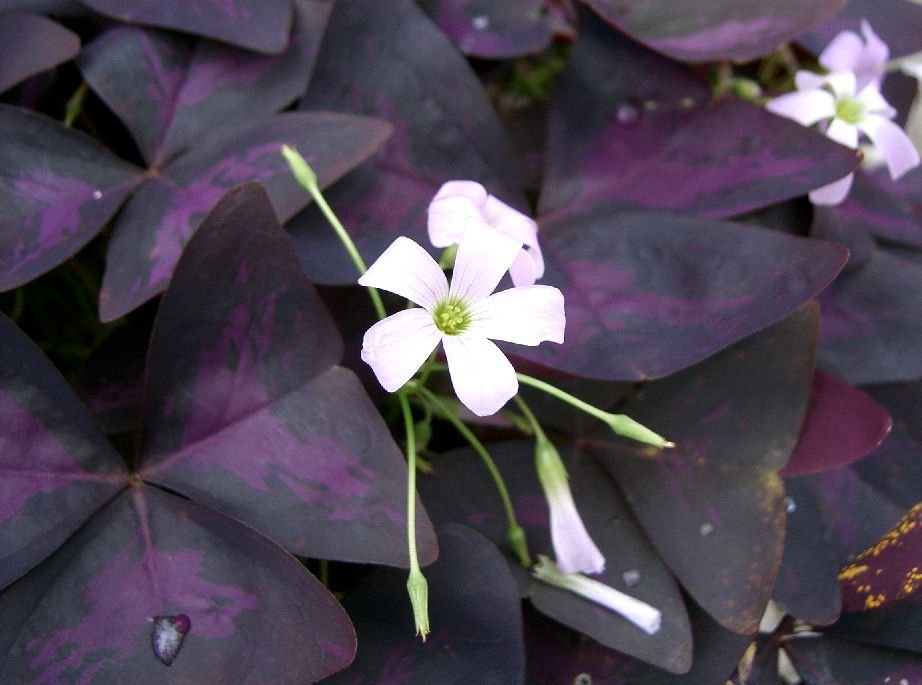
Oxalis triangularis

## Liste des espèces
Selon BioLib (5 avril 2022) :
- Oxalis abercornensis R. Knuth
- Oxalis acetosella L.
- Oxalis adenodes Sond.
- Oxalis adenophylla Gillies ex Hook. & Arn.
- Oxalis adspersa Eckl. & Zeyh.
- Oxalis albicans Kunth
- Oxalis albiuscula T. M. Salter
- Oxalis algoensis Eckl. & Zeyh.
- Oxalis alpina (Rose) Rose ex R. Knuth
- Oxalis ambigua Jacq.
- Oxalis amblyodonta T. M. Salter
- Oxalis amblyosepala Schltr.
- Oxalis amoena Salisb.
- Oxalis annae F. Bolus
- Oxalis anomala T. M. Salter
- Oxalis anthelmintica A. Rich.
- Oxalis argillacea F. Bolus
- Oxalis argyrophylla T. M. Salter
- Oxalis aridicola T. M. Salter
- Oxalis articulata Savigny
- Oxalis atroglandulosa R. Knuth
- Oxalis attaquana T. M. Salter
- Oxalis aurea Schltr.
- Oxalis ausensis R. Knuth
- Oxalis bakeriana Exell
- Oxalis barrelieri L.
- Oxalis beneprotecta Dinter ex R. Knuth
- Oxalis bifurca Lodd., G. Lodd. & W. Lodd.
- Oxalis blastorrhiza T. M. Salter
- Oxalis bojeriana Baill.
- Oxalis bowiei Aiton ex G. Don
- Oxalis brasiliensis Lodd., G. Lodd. & W. Lodd.
- Oxalis bulbocastanum Phil.
- Oxalis bupleurifolia A. St.-Hil.
- Oxalis burkei Sond.
- Oxalis burtoniae T. M. Salter
- Oxalis caerulea (Small) R. Knuth
- Oxalis caesia Phil.
- Oxalis callosa R. Knuth
- Oxalis calvinensis R. Knuth
- Oxalis camelopardalis T. M. Salter
- Oxalis campicola T. M. Salter
- Oxalis campylorhiza T. M. Salter
- Oxalis capillacea E. Mey. ex Sond.
- Oxalis caprina Thunb.
- Oxalis carnosa Mol.
- Oxalis carolina J. Suda & Sudová
- Oxalis cathara T. M. Salter
- Oxalis chachahuensis Alfonso, Prina & Muiño, Walter A.
- Oxalis chapmaniae Exell
- Oxalis chnoodes Lourteig.
- Oxalis ciliaris Jacq.
- Oxalis cinerea Zucc.
- Oxalis clavifolia Sond.
- Oxalis colatinensis Fiaschi
- Oxalis commutata Sond.
- Oxalis comosa E. Mey. ex Sond.
- Oxalis compacta Gillies ex Hook. & Arn.
- Oxalis compressa Thunb.
- Oxalis comptonii T. M. Salter
- Oxalis confertifolia (Kuntze) R. Knuth
- Oxalis convexula Jacq.
- Oxalis copiosa F. Bolus
- Oxalis corniculata L.
- Oxalis corymbosa DC.
- Oxalis creaseyi T. M. Salter
- Oxalis crispula Sond.
- Oxalis crocea T. M. Salter
- Oxalis cuneata Jacq.
- Oxalis cymosa Small
- Oxalis davyana R. Knuth
- Oxalis debilis Kunth
- Oxalis decaphylla Kunth
- Oxalis densa N.E. Br.
- Oxalis deppei G. Lodd. ex Sweet
- Oxalis depressa Eckl. & Zeyh.
- Oxalis deserticola T. M. Salter
- Oxalis dichondrifolia Gray
- Oxalis dichotoma T. M. Salter
- Oxalis dilatata L. Bolus
- Oxalis dillenii Jacq.
- Oxalis dines Ornduff
- Oxalis disticha Jacq.
- Oxalis dregei Sond.
- Oxalis droseroides E. Mey. ex Sond.
- Oxalis drummondii Gray
- Oxalis duriuscula Schltr.
- Oxalis ebracteata Savign.
- Oxalis eckloniana C. Presl
- Oxalis ecuadorensis R. Knuth
- Oxalis eggersii Urban
- Oxalis engleriana Schltr.
- Oxalis enneaphylla Cav.
- Oxalis exilis A. Cunn.
- Oxalis exserta T. M. Salter
- Oxalis extensa T. M. Salter
- Oxalis falcatula T. M. Salter
- Oxalis ferae L. Llorens & al.
- Oxalis fergusonae T. M. Salter
- Oxalis fibrosa F. Bolus
- Oxalis filifoliolata J. Suda & Krejčíková
- Oxalis flava L.
- Oxalis flaviuscula T. M. Salter
- Oxalis fourcadei T. M. Salter
- Oxalis foveolata Turcz.
- Oxalis fragilis T. M. Salter
- Oxalis frutescens L.
- Oxalis fruticosa Raddi
- Oxalis furcillata T. M. Salter
- Oxalis giftbergensis T. M. Salter
- Oxalis gigantea Barnéoud
- Oxalis glabra Thunb.
- Oxalis goetzei Engl.
- Oxalis goniorrhiza Eckl. & Zeyh.
- Oxalis gracilipes Schltr.
- Oxalis gracilis Jacq.
- Oxalis grahamiana Benth.
- Oxalis grammopetala Sond.
- Oxalis grammophylla T. M. Salter
- Oxalis grandis Small
- Oxalis griffithii Edgeworth & J. D. Hooker
- Oxalis haedulipes T. M. Salter
- Oxalis heidelbergensis T. M. Salter
- Oxalis helicoides T. M. Salter
- Oxalis heterophylla DC.
- Oxalis hirta L.
- Oxalis humblotii R. Knuth
- Oxalis illinoensis Schwegm.
- Oxalis imbricata Eckl. & Zeyh.
- Oxalis inaequalis Weintroub
- Oxalis incarnata L.
- Oxalis inconspicua T. M. Salter
- Oxalis intermedia A. Rich.
- Oxalis involuta T. M. Salter
- Oxalis ioeides T. M. Salter & Exell
- Oxalis kamiesbergensis T. M. Salter
- Oxalis knuthiana T. M. Salter
- Oxalis kollmannii Fiaschi
- Oxalis laciniata Cav.
- Oxalis lanata L. f.
- Oxalis lasiandra Zucc.
- Oxalis lasiorrhiza T. M. Salter
- Oxalis latifolia Humb., Bonpl. & Kunth
- Oxalis lawsonii F. Bolus
- Oxalis laxa Hook. & Arn.
- Oxalis laxicaulis R. Knuth
- Oxalis leipoldtii Schltr.
- Oxalis leptocalyx Sond.
- Oxalis leptogramma T. M. Salter
- Oxalis leucolepis Diels
- Oxalis leucophylla Phil.
- Oxalis levis T. M. Salter
- Oxalis lichenoides T. M. Salter
- Oxalis lindaviana Schltr.
- Oxalis linearis Jacq.
- Oxalis lineolata T. M. Salter
- Oxalis livida Jacq.
- Oxalis lotoides Kunth
- Oxalis louisae T. M. Salter
- Oxalis luederitzii Schinz
- Oxalis luteola Jacq.
- Oxalis macra Schltr.
- Oxalis macrocarpa (Small) R. Knuth
- Oxalis magellanica G. Forst.
- Oxalis marlothii Schltr. ex R. Knuth
- Oxalis massoniana T. M. Salter
- Oxalis megalorrhiza Jacq.
- Oxalis meisneri Sond.
- Oxalis melanograpta T. M. Salter
- Oxalis melanosticta Sond.
- Oxalis melilotoides Zucc.
- Oxalis microdonta T. M. Salter
- Oxalis minuta Thunb.
- Oxalis monophylla L.
- Oxalis montana Raf.
- Oxalis multicaulis Eckl. & Zeyh.
- Oxalis namaquana Sond.
- Oxalis natans L. f.
- Oxalis nelsonii (Small) R. Knuth
- Oxalis nidulans Eckl. & Zeyh.
- Oxalis nivea Roets, Dreyer & Oberl.
- Oxalis noctiflora Macfarl. & al.
- Oxalis norlindiana R. Knuth
- Oxalis nortieri T. M. Salter
- Oxalis novemfoliolata Heibl & Martic.
- Oxalis obliquifolia Steud. ex A. Rich.
- Oxalis obtriangulata Maximowicz
- Oxalis obtusa Jacq.
- Oxalis oculifera E.G.H. Oliv.
- Oxalis odorata J.C. Manning & Goldblatt
- Oxalis oligophylla T. M. Salter
- Oxalis oligotricha Baker
- Oxalis orbicularis T. M. Salter
- Oxalis oregana Nutt.
- Oxalis oreithala T. M. Salter
- Oxalis oreophila T. M. Salter
- Oxalis ortgiesii Regel
- Oxalis orthopoda T. M. Salter
- Oxalis pachyrrhiza Wedd.
- Oxalis pallens Eckl. & Zeyh.
- Oxalis palmifrons T. M. Salter
- Oxalis pardalis Sond.
- Oxalis pendulifolia T. M. Salter
- Oxalis pennelliana R. Knuth
- Oxalis perdicaria (Molina) Bertero
- Oxalis perennans Haw.
- Oxalis perineson T. M. Salter & Exell
- Oxalis pes-caprae L.
- Oxalis petiolulata F. Bolus
- Oxalis petraea T. M. Salter
- Oxalis petricola Dreyer, Roets & Oberl.
- Oxalis phloxidifora Schltr.
- Oxalis pillansiana T. M. Salter & Exell
- Oxalis pocockiae L. Bolus
- Oxalis polyphylla Jacq.
- Oxalis porphyriosiphon T. M. Salter
- Oxalis priceae Small
- Oxalis primuloides R. Knuth
- Oxalis psammophila G. Will.
- Oxalis pseudo-cernua R. Knuth
- Oxalis pseudo-hirta T. M. Salter
- Oxalis psilopoda Turcz.
- Oxalis ptychoclada Diels
- Oxalis pulchella Jacq.
- Oxalis pulvinata Sond.
- Oxalis punctata L. f.
- Oxalis purpurascens T. M. Salter
- Oxalis purpurata Jacq.
- Oxalis purpurea L.
- Oxalis radicosa A. Rich.
- Oxalis reclinata Jacq.
- Oxalis recticaulis Sond.
- Oxalis reflexa T. M. Salter
- Oxalis regnellii Miq.
- Oxalis reptatrix Jacq.
- Oxalis rhomboidea T. M. Salter
- Oxalis robinsonii T. M. Salter & Exell
- Oxalis rosea Feuillée ex Jacq.
- Oxalis rosettifolia Dreyer, Roets & Oberl.
- Oxalis rubens Haw.
- Oxalis rubra St.-Hil.
- Oxalis rubricallosa Oberl., Dreyer & Roets
- Oxalis rubro-punctata T. M. Salter
- Oxalis rugeliana Urb.
- Oxalis rutenbergii O. Hoffm.
- Oxalis salteri L. Bolus
- Oxalis saltusbelli Dreyer & Roets
- Oxalis schaeferi R. Knuth
- Oxalis semiloba Sond.
- Oxalis senecta T. M. Salter
- Oxalis serpens A. St.-Hil.
- Oxalis setosa E. Mey. ex Sond.
- Oxalis simplex T. M. Salter
- Oxalis smithiana Eckl. & Zeyh.
- Oxalis sonderiana (Kuntze) T. M. Salter
- Oxalis spiralis Ruiz & Pav. ex G. Don
- Oxalis squamata Zucc.
- Oxalis stellata Eckl. & Zeyh.
- Oxalis stenopetala T. M. Salter
- Oxalis stenoptera Turcz.
- Oxalis stenorrhyncha T. M. Salter
- Oxalis stictocheila T. M. Salter
- Oxalis stipulata Rose ex R. Knuth
- Oxalis stokoei Weintroub
- Oxalis stricta L.
- Oxalis strigosa T. M. Salter
- Oxalis suavis R. Knuth
- Oxalis subsessilis L. Bolus
- Oxalis suksdorfii Trel.
- Oxalis suteroides T. M. Salter
- Oxalis tenella Jacq.
- Oxalis tenuifolia Jacq.
- Oxalis tenuipes T. M. Salter
- Oxalis tenuis T. M. Salter
- Oxalis tetraphylla Cav.
- Oxalis thompsoniae B.J. Conn & P.G. Richards
- Oxalis tomentosa L. f.
- Oxalis tortuosa Lindl.
- Oxalis tragopoda T. M. Salter
- Oxalis triangularis A. St.-Hil.
- Oxalis trichophylla Baker
- Oxalis trilliifolia Hook.
- Oxalis tropaeoloides hort. ex E. Vilm.
- Oxalis truncatula Jacq.
- Oxalis tuberosa Molina
- Oxalis tysonii E. Phillips
- Oxalis uliginosa Schltr.
- Oxalis valdiviensis Barnéoud ex Gay
- Oxalis variifolia Steud.
- Oxalis versicolor L.
- Oxalis violacea L.
- Oxalis virginea Jacq.
- Oxalis virgosa Molina
- Oxalis viscidula Schltr.
- Oxalis viscosa E. Mey. ex Sond.
- Oxalis xantha T. M. Salter
- Oxalis xiphophylla Baker
- Oxalis zeekoevleyensis R. Knuth
- Oxalis zeyheri Sond.

Selon NCBI (5 avril 2022) :
- Oxalis adenophylla Acetosella adenophylla (Gillies ex Hook. & Arn.) Kuntze
- Oxalis arbuscula Barneoud
- Oxalis arenaria Bertero
- Oxalis atacamensis Reiche
- Oxalis aureoflava Steud.
- Oxalis berteroana Barneoud, 1845
- Oxalis bifrons Progel
- Oxalis bipartita A.St.-Hil.
- Oxalis blackii Lourteig, 1994
- Oxalis bulbocastanum Phil.
- Oxalis caerulea Ionoxalis caerulea Small
- Oxalis caesia Phil.
- Oxalis canaliculata
- Oxalis cardenasiana Lourteig
- Oxalis carolina J.Suda & Sudova
- Oxalis chachahuensis Alfonso, Prina & Muino, 2004
- Oxalis cinerea Zucc.
- Oxalis colatinensis Fiaschi, 2012
- Oxalis compacta Gillies ex Hook. & Arn., 1832
- Oxalis conorrhiza Jacq.
- Oxalis cratensis Hook., 1841
- Oxalis creaseyi T.M.Salter
- Oxalis crispula Sond.
- Oxalis decaphylla Acetosella decaphylla (Kunth) Kuntze
- Oxalis discolor Acetosella discolor (Klotzsch) Kuntze
- Oxalis divaricata Mart. ex Zucc.
- Oxalis divergens Benth. ex Lindl.
- Oxalis dreyerae Oberl. & Roets, 2016
- Oxalis drummondii Acetosella drummondii (A.Gray) Kuntze
- Oxalis dumetorum Barneoud
- Oxalis enneaphylla Cav.
- Oxalis eriocarpa DC.
- Oxalis eriolepis Wedd.
- Oxalis erosa R.Knuth, 1919
- Oxalis erythrorrhiza Oxalis erythrorhiza Gillies ex Hook. & Arn., 1832
- Oxalis exilis A.Cunn.
- Oxalis extensa T.M.Salter
- Oxalis famatinae R.Knuth, 1919
- Oxalis fenestrata Dreyer, Roets & Oberl.
- Oxalis filifoliolata J.Suda & Krejckova
- Oxalis floribunda Lehm.
- Oxalis florida Salisb., 1796
- Oxalis foveolata Turcz.
- Oxalis frutescens L.
- Oxalis geralensis R.Knuth
- Oxalis gigantea Barneoud
- Oxalis glaucescens Norlind
- Oxalis gregaria Ionoxalis gregaria Rose
- Oxalis grisea A.St.-Hil. & Naudin
- Oxalis gyrorhiza Bertero ex Colla
- Oxalis helicoides T.M.Salter
- Oxalis hernandezii Acetosella hernandezii (DC.) Kuntze
- Oxalis hirsuta Sond.
- Oxalis hirsutibulba Dreyer, Roets & Oberl.
- Oxalis hispidula Zucc.
- Oxalis holosericea Phil.
- Oxalis incana Eckl. & Zeyh.
- Oxalis jacquiniana Acetosella jacquiniana (Kunth) Kuntze
- Oxalis johnstonii R.Knuth
- Oxalis laciniata Cav.
- Oxalis lasiopetala Zucc.
- Oxalis lasiorrhiza T.M.Salter
- Oxalis leucolepis Diels
- Oxalis levis T.M.Salter
- Oxalis linarantha Lourteig
- Oxalis lomana Diels
- Oxalis loricata Dusen
- Oxalis luederitzii Schinz
- Oxalis lunulata Zucc., 1832
- Oxalis macrocarpa Ionoxalis macrocarpa Small
- Oxalis magellanica G.Forst
- Oxalis magnifica Ionoxalis magnifica Rose
- Oxalis magnifolia
- Oxalis matancillae Lourteig
- Oxalis montana Raf.
- Oxalis monticola Arechav.
- Oxalis morelosensis R.Knuth
- Oxalis morenoensis Lourteig
- Oxalis muscoides Phil., 1870
- Oxalis nahuelhuapiensis Speg., 1899
- Oxalis nelsonii (Small) R.Knuth
- Oxalis neuwiedii Zucc., 1831
- Oxalis niederleinii R.Knuth
- Oxalis nivea Roets, Dreyer & Oberl.
- Oxalis noctiflora R.M.MacFarl., Dreyer, Roets & Oberl.
- Oxalis novemfoliolata Heibl & Martic.
- Oxalis obtriangulata Maxim.
- Oxalis odorata J.C.Manning & Goldblatt
- Oxalis ornithopus Phil.
- Oxalis paludosa A.St.-Hil.
- Oxalis paposana Phil.
- Oxalis paranaensis Lourteig
- Oxalis penicillata Phil.
- Oxalis perennans Haw., 1803
- Oxalis petricola Dreyer, Roets & Oberl.
- Oxalis pinguiculacea R.Knuth
- Oxalis primavera (Rose) R.Knuth
- Oxalis psammophila G.Will.
- Oxalis pycnophylla Wedd., 1861
- Oxalis reflexa T.M.Salter
- Oxalis refracta A.St.-Hil.
- Oxalis rhombeo-ovata A.St.-Hil.
- Oxalis ricardii Lourteig
- Oxalis rigida (Barneoud) Lourteig
- Oxalis rosettifolia Roets, Dreyer & Oberl.
- Oxalis rubricallosa Oberl., Dreyer & Roets
- Oxalis sarmentosa Zucc.
- Oxalis sellowiana Zucc.
- Oxalis serpens A.St.-Hil.
- Oxalis squamata Zucc., 1825
- Oxalis squarrosa Barneoud
- Oxalis stokoei Weintroub
- Oxalis subacaulis Gillies ex Hook. & Arn., 1833
- Oxalis tenerrima R.Knuth
- Oxalis tortuosa Lindl.
- Oxalis trilliifolia Hook., 1831
- Oxalis trollii R.Knuth
- Oxalis umbraticola
- Oxalis virgosa Molina
- Oxalis wulingensis T.Deng, D.G.Zhang & Z.L.Nie
- Oxalis × vanaelstii Hoste, Meeus & Groom, 2021

Selon The Plant List (5 avril 2022) :
- Oxalis abercornensis R. Knuth
- Oxalis acetosella L.
- Oxalis adenodes Sond.
- Oxalis adenophylla Gillies ex Hook. & Arn.
- Oxalis adspersa Eckl. & Zeyh.
- Oxalis alata Mart. ex Zucc.
- Oxalis albiuscula Salter
- Oxalis algoensis Eckl. & Zeyh.
- Oxalis alpina (Rose) Rose ex R. Knuth
- Oxalis alstonii Lourteig
- Oxalis alvimii Lourteig
- Oxalis ambigua Jacq.
- Oxalis amblyodonta T.M. Salter
- Oxalis amblyosepala Schltr.
- Oxalis amplifolia (Trel.) R. Knuth
- Oxalis andina Britton
- Oxalis androsacea R. Knuth
- Oxalis angulata (Small) R. Knuth
- Oxalis annae F. Bolus
- Oxalis anomala Salter
- Oxalis anthelmintica A.Rich.
- Oxalis aptera Zucc. ex Progel
- Oxalis apurimacensis Lourteig
- Oxalis arachnoidea Progel
- Oxalis arbuscula Barnéoud
- Oxalis arenaria Bertero
- Oxalis areolata Taub.
- Oxalis argentina R. Knuth
- Oxalis argillacea F. Bolus
- Oxalis argyrophylla T.M. Salter
- Oxalis aridicola T.M. Salter
- Oxalis articulata Savigny
- Oxalis atacamensis Reiche
- Oxalis attaquana Salter
- Oxalis aurea Schltr.
- Oxalis ausensis R. Knuth
- Oxalis bakeriana Exell
- Oxalis balansae Guill.
- Oxalis barrelieri L.
- Oxalis bartolomensis R. Knuth
- Oxalis bela-vitoriae Lourteig
- Oxalis beneprotecta Dinter ex R. Knuth
- Oxalis benjaminii Lourteig
- Oxalis bermejensis R. Knuth
- Oxalis bifida Thunb.
- Oxalis bifrons Progel
- Oxalis bipartita A. St.-Hil.
- Oxalis bisecta Norlind
- Oxalis bisfracta Turcz.
- Oxalis blackii Lourteig
- Oxalis blastorrhiza Salter
- Oxalis bojeriana Baill.
- Oxalis boliviana Britton
- Oxalis bowiei Herb. ex Lindl.
- Oxalis brasiliensis G. Lodd.
- Oxalis bulbocastanum Phil.
- Oxalis burkei Sond.
- Oxalis burtoniae Salter
- Oxalis caerulea (Small) R. Knuth
- Oxalis caesariata Lourteig
- Oxalis caesia Phil.
- Oxalis calachaccensis R. Knuth
- Oxalis californica (Abrams) R. Knuth
- Oxalis callimarginata Weintroub
- Oxalis callosa R. Knuth
- Oxalis calva Progel
- Oxalis calviniensis R. Knuth
- Oxalis camelopardalis Salter
- Oxalis campanensis Lourteig
- Oxalis campicola T.M. Salter
- Oxalis campylorrhiza Salter
- Oxalis capillacea E. Mey. ex Harv. & Sond.
- Oxalis caprina Thunb.
- Oxalis cardenasiana Lourteig
- Oxalis cathara Salter
- Oxalis caucensis R. Knuth
- Oxalis cerradoana Lourteig
- Oxalis chamaecrista Baill.
- Oxalis chnoodes Lourteig
- Oxalis ciliaris Jacq.
- Oxalis ciliata Spreng.
- Oxalis cinerea Zucc.
- Oxalis clandestina Phil.
- Oxalis clausenii Lourteig
- Oxalis clavifolia Sond
- Oxalis clematodes Donn. Sm.
- Oxalis colchaguensis Lourteig
- Oxalis commutata Sond.
- Oxalis comosa E. Mey. ex Sond.
- Oxalis compacta Gillies ex Hook. & Arn.
- Oxalis compressa Thunb.
- Oxalis comptonii T.M. Salter
- Oxalis confertifolia (Kuntze) R. Knuth
- Oxalis confertissima A. St.-Hil.
- Oxalis conorrhiza Jacq.
- Oxalis conventionensis Lourteig
- Oxalis convexula Jacq.
- Oxalis copiosa F. Bolus
- Oxalis cordata A. St.-Hil.
- Oxalis corniculata L.
- Oxalis cotagaitensis R. Knuth
- Oxalis cratensis Hook.
- Oxalis creaseyi T.M. Salter
- Oxalis crispula Sond.
- Oxalis crocea Salter
- Oxalis cuatrecasasii Lourteig
- Oxalis cuneata Jacq.
- Oxalis cuzcensis R. Knuth
- Oxalis cytisoides C. Mart. & Zucc.
- Oxalis davyana R. Knuth
- Oxalis debilis Kunth
- Oxalis decaphylla Kunth
- Oxalis densa N.E. Br.
- Oxalis densifolia Mart. ex Zucc.
- Oxalis dentata Jacq.
- Oxalis deppei Lodd. ex Sweet
- Oxalis depressa Eckl. & Zeyh.
- Oxalis deserticola Salter
- Oxalis diamantinae R.Knuth
- Oxalis dichondrifolia A. Gray
- Oxalis dichotoma Salter
- Oxalis dillenii Jacq.
- Oxalis dimidiata Donn.Sm.
- Oxalis dines Ornduff
- Oxalis discolor Klotzsch
- Oxalis disticha Jacq.
- Oxalis distincta R. Knuth
- Oxalis divaricata Mart. ex Zucc.
- Oxalis divergens Benth. ex Lindl.
- Oxalis doceana Lourteig
- Oxalis dolichopoda Diels
- Oxalis dombeyi A. St.-Hil.
- Oxalis dregei Sond.
- Oxalis droseroides E. Mey. ex Sond.
- Oxalis drummondii A. Gray
- Oxalis dudleii Lourteig
- Oxalis dumetorum Barnéoud
- Oxalis duriuscula Schltr.
- Oxalis ebracteata Savign.
- Oxalis eckloniana C. Presl
- Oxalis ecuadorensis R. Knuth
- Oxalis elegans Kunth
- Oxalis elsae R. Knuth
- Oxalis engleriana Schltr.
- Oxalis enneaphylla Cav.
- Oxalis eremobia Phil.
- Oxalis ericoides R. Knuth
- Oxalis eriocarpa DC.
- Oxalis eriolepis Wedd.
- Oxalis erosa R. Knuth
- Oxalis erythrorrhiza Gillies ex Hook. & Arn.
- Oxalis exilis A.Cunn.
- Oxalis exserta Salter
- Oxalis extensa Salter
- Oxalis fabifolia Jacq.
- Oxalis falcatula Salter
- Oxalis famatinae R. Knuth
- Oxalis fendleri Lourteig
- Oxalis fergusonae Salter
- Oxalis fibrosa Bol. F.
- Oxalis filiformis Kunth
- Oxalis flagellata (Rusby) Lourteig
- Oxalis flava L.
- Oxalis flaviuscula Salter
- Oxalis floribunda Lehm.
- Oxalis florida Salisb.
- Oxalis fourcadei Salter
- Oxalis foveolata Turcz.
- Oxalis fragilis Salter
- Oxalis frutescens L.
- Oxalis furcillata T.M.Salter
- Oxalis gagneorum Fosberg & Sachet
- Oxalis galeottii Turcz.
- Oxalis gardneriana Progel
- Oxalis geralensis R. Knuth
- Oxalis giftbergensis T.M. Salter
- Oxalis gigantea Barnéoud
- Oxalis glabra Thunb.
- Oxalis glabrata (Baker) R. Knuth
- Oxalis glauca Kunth
- Oxalis glaucescens Norlind
- Oxalis goetzei Engl.
- Oxalis goniorhiza Eckl. & Zeyh.
- Oxalis goyazensis Turcz.
- Oxalis gracilipes Schltr.
- Oxalis gracilis Jacq.
- Oxalis grammopetala Sond.
- Oxalis grammophylla Salter
- Oxalis grandis Small
- Oxalis griffithii Edgew. & Hook. f.
- Oxalis grisea A. St.-Hil. & Naudin
- Oxalis haedulipes Salter
- Oxalis hedysarifolia Raddi
- Oxalis hedysaroides Kunth
- Oxalis heidelbergensis Salter
- Oxalis helicoides Salter
- Oxalis hepatica Norlind
- Oxalis hernandezii DC.
- Oxalis heterophylla DC.
- Oxalis hildebrandtii O. Hoffm.
- Oxalis hirsuta Sond.
- Oxalis hirsutissima Mart. ex Zucc.
- Oxalis hirta L.
- Oxalis hispidula Zucc.
- Oxalis hochreutineri J.F. Macbr.
- Oxalis holosericea Phil.
- Oxalis humbertii Lourteig
- Oxalis hyalotricha Lourteig
- Oxalis hypsophila Phil.
- Oxalis illinoensis Schwegman
- Oxalis imbricata Moq.
- Oxalis impatiens Vell.
- Oxalis inaequalis Weintroub
- Oxalis incarnata L.
- Oxalis incisa Denton
- Oxalis inconspicua Salter
- Oxalis insignis Sprague
- Oxalis integra R. Knuth
- Oxalis intermedia A.Rich.
- Oxalis involuta Salter
- Oxalis ioeides Salter & Exell
- Oxalis irreperta Lourteig
- Oxalis jacquiniana Kunth
- Oxalis jamesonii Lourteig
- Oxalis jasminifolia Norlind
- Oxalis johnstonii R. Knuth
- Oxalis juruensis Diels
- Oxalis kalbreyeri Lourteig
- Oxalis kamiesbergensis Salter
- Oxalis knuthiana Salter
- Oxalis kuhlmannii Lourteig
- Oxalis laciniata Cav.
- Oxalis lanata Thunb.
- Oxalis lasiandra Zucc.
- Oxalis lasiopetala Zucc.
- Oxalis lasiorrhiza Salter
- Oxalis latemucronata Lourteig
- Oxalis lateriflora Jacq.
- Oxalis latifolia Kunth
- Oxalis lawsonii Bol. F.
- Oxalis laxa Hook. & Arn.
- Oxalis laxicaulis R. Knuth
- Oxalis leptocalyx Sond.
- Oxalis leptogramma T.M. Salter
- Oxalis leptopodes G. Don
- Oxalis lespedezioides G. Don
- Oxalis leucolepis Diels
- Oxalis leucophylla Phil.
- Oxalis levis Salter
- Oxalis libertatis Lourteig
- Oxalis lichenoides Salter
- Oxalis linarantha Lourteig
- Oxalis lindaviana Schltr.
- Oxalis lindneri R. Knuth
- Oxalis linearis Jacq.
- Oxalis lineolata Salter
- Oxalis livida Jacq.
- Oxalis lomana Diels
- Oxalis longissima (Kuntze) K. Schum.
- Oxalis loricata Dusén
- Oxalis lotoides Kunth
- Oxalis louisae Salter
- Oxalis lucumayensis R. Knuth
- Oxalis luederitzii Schinz
- Oxalis lunulata Zucc.
- Oxalis luteola Jacq.
- Oxalis macbridei R. Knuth
- Oxalis macra Schltr.
- Oxalis macrocarpa (Small) R. Knuth
- Oxalis macropoda Baker
- Oxalis macrorrhiza Gillies ex Hook. & Arn.
- Oxalis madrensis S. Watson
- Oxalis magellanica G. Forst.
- Oxalis magnifica (Rose) R. Knuth
- Oxalis mandioccana Raddi
- Oxalis marcapatensis R. Knuth
- Oxalis marlothii Schltr. ex R. Knuth
- Oxalis massoniana T.M. Salter
- Oxalis matancillae Lourteig
- Oxalis medicaginea Kunth
- Oxalis megalorrhiza Jacq.
- Oxalis meisneri Sond.
- Oxalis melanograpta Salter
- Oxalis melanosticta Sond.
- Oxalis melilotoides Zucc.
- Oxalis melindae Lourteig
- Oxalis membranifolia R. Knuth
- Oxalis micrantha Bertero ex Savi
- Oxalis microcarpa Benth.
- Oxalis microdonta Salter
- Oxalis mimosella Baill.
- Oxalis minuta Thunb.
- Oxalis mira Lourteig
- Oxalis mollis Kunth
- Oxalis mollissima (Rusby) R. Knuth
- Oxalis monophylla L.
- Oxalis monticola Arechav.
- Oxalis morenoensis Lourteig
- Oxalis mucronulata Norlind
- Oxalis multicaulis Eckl. & Zeyh.
- Oxalis muscoides Phil.
- Oxalis myriophylla A. St.-Hil.
- Oxalis nahuelhuapiensis Speg.
- Oxalis namaquana Sond.
- Oxalis natans Thunb.
- Oxalis nelsonii (Small) R.Knuth
- Oxalis neuwiedii Zucc.
- Oxalis nidulans Eckl. & Zeyh.
- Oxalis niederleiniana Hieron. ex R. Knuth
- Oxalis niederleinii R. Knuth
- Oxalis nigrescens A. St.-Hil.
- Oxalis norlindiana R. Knuth
- Oxalis nortieri Salter
- Oxalis novae-caledoniae R. Knuth & Schlechter
- Oxalis novae-guineensis Lourteig
- Oxalis nubigena Walp.
- Oxalis nudiflora Sessé & Moc. ex DC.
- Oxalis oaxacana (Rose ex R. Knuth) R. Knuth
- Oxalis obliquifolia Steud. ex A.Rich.
- Oxalis obtriangulata Maxim.
- Oxalis obtusa Jacq.
- Oxalis oculifera E.G.H. Oliv.
- Oxalis odonellii Lourteig
- Oxalis oligophylla T.M. Salter
- Oxalis oligotricha Baker
- Oxalis orbicularis Salter
- Oxalis oregana Nutt.
- Oxalis oreithala Salter
- Oxalis oreocharis Diels
- Oxalis oreophila Cory
- Oxalis ornithopus Phil.
- Oxalis ortgiesii Regel
- Oxalis orthopoda Salter
- Oxalis oulophora Lourteig
- Oxalis ovalleana Phil.
- Oxalis pachyrrhiza Wedd.
- Oxalis pallens Eckl. & Zeyh.
- Oxalis palmifrons Salter
- Oxalis paranaensis Lourteig
- Oxalis pardalis Sond.
- Oxalis peduncularis Kunth
- Oxalis pedunculata (Chodat & Wilczek) Lourteig
- Oxalis pendulifolia Salter
- Oxalis penicillata Phil.
- Oxalis pennelliana R. Knuth
- Oxalis perdicaria (Molina) Bertero
- Oxalis perennans Haw.
- Oxalis perineson Salter & Exell
- Oxalis peruviana Norlind
- Oxalis pes-caprae L.
- Oxalis petiolulata F. Bolus
- Oxalis petraea Salter
- Oxalis petrophila R. Knuth
- Oxalis phaeotricha Diels
- Oxalis phaseolifolia (Rusby) R. Knuth
- Oxalis philippii R. Knuth
- Oxalis phloxidiflora Schltr.
- Oxalis physocalyx Zucc. ex Progel
- Oxalis pickeringii A. Gray
- Oxalis pillansiana Salter & Exell
- Oxalis pilulifera Progel
- Oxalis pinetorum (Small) Urb.
- Oxalis pinguiculacea R. Knuth
- Oxalis platylepis Wedd.
- Oxalis pocockiae L. Bolus
- Oxalis polymorpha Mart. ex Zucc.
- Oxalis polyphylla Jacq.
- Oxalis porphyriosiphon Salter
- Oxalis potamophila Lourteig
- Oxalis praetexta Progel
- Oxalis pretoensis Lourteig
- Oxalis priceae Small
- Oxalis primavera (Rose) R. Knuth
- Oxalis primuloides R. Knuth
- Oxalis pseudocernua R. Knuth
- Oxalis pseudohirta Salter
- Oxalis pseudoviolacea R. Knuth
- Oxalis psilopoda Turcz.
- Oxalis psoraleoides Kunth
- Oxalis ptychoclada Diels
- Oxalis puberula Nees & Mart.
- Oxalis pulchella Jacq.
- Oxalis pulvinata Sond.
- Oxalis punctata Thunb.
- Oxalis purpurascens Salter
- Oxalis purpurata Jacq.
- Oxalis purpurea L.
- Oxalis pusilla Jacq.
- Oxalis pycnophylla Wedd.
- Oxalis pyrenea Taub.
- Oxalis rariifolia Steud.
- Oxalis reclinata Jacq.
- Oxalis recticaulis Sond.
- Oxalis reflexa Salter
- Oxalis refracta A. St.-Hil.
- Oxalis renifolia R. Knuth
- Oxalis rhombeo-ovata A. St.-Hil.
- Oxalis rhombifolia Jacq.
- Oxalis rhomboidea Salter
- Oxalis ricardii Lourteig
- Oxalis rigida (Barnéoud) Lourteig
- Oxalis riparia Norlind
- Oxalis robinsonii Salter & Exell
- Oxalis rosea Jacq.
- Oxalis roselata A. St.-Hil.
- Oxalis rubens Haw.
- Oxalis rubro-punctata Salter
- Oxalis rugeliana Urb.
- Oxalis rupestris A. St.-Hil.
- Oxalis rusbyi Lourteig
- Oxalis rutenbergii O. Hoffm.
- Oxalis salteri L. Bolus
- Oxalis salticola Lourteig
- Oxalis salvadorensis Sidwell & S. Knapp
- Oxalis sandemanii Lourteig
- Oxalis sanmiguelii R. Knuth
- Oxalis sanromanii Phil.
- Oxalis sarmentosa Zucc.
- Oxalis scandens Kunth
- Oxalis schaeferi R. Knuth
- Oxalis seatonii (Rose) R. Knuth
- Oxalis sellowiana Zucc.
- Oxalis sellowii Spreng.
- Oxalis semiloba Sond.
- Oxalis semitruncata Lourteig
- Oxalis senecta Salter
- Oxalis sepium A. St.-Hil.
- Oxalis serpens A. St.-Hil.
- Oxalis sessilis Buch.-Ham. ex Baill.
- Oxalis setosa E. Mey. ex Sond.
- Oxalis simplex Salter
- Oxalis sleumeri Lourteig
- Oxalis smithiana Eckl. & Zeyh.
- Oxalis solomonii Lourteig
- Oxalis sonderiana Salter
- Oxalis spiralis Ruiz & Pav. ex G.Don
- Oxalis spruceana Progel
- Oxalis squamata Zucc.
- Oxalis squamoso-radicosa Steud.
- Oxalis squarrosa Barnéoud
- Oxalis stellata Eckl. & Zeyh.
- Oxalis stenopetala Salter
- Oxalis stenoptera Turcz.
- Oxalis stenorrhyncha Salter
- Oxalis stictocheila Salter
- Oxalis stokoei Weintroub
- Oxalis stolonifera (Rose) R. Knuth
- Oxalis stricta L.
- Oxalis strictula Steud.
- Oxalis strigosa Salter
- Oxalis suavis R. Knuth
- Oxalis subacaulis Gillies ex Hook. & Arn.
- Oxalis suborbiculata Lourteig
- Oxalis subvillosa Norlind
- Oxalis suksdorfii Trel.
- Oxalis suteroides T.M. Salter
- Oxalis tabaconasensis R.Knuth
- Oxalis tacorensis Burtt
- Oxalis telmatica Lourteig
- Oxalis tenella Jacq.
- Oxalis teneriensis R. Knuth
- Oxalis tenerrima R. Knuth
- Oxalis tenuifolia Jacq.
- Oxalis tenuipes T.M. Salter
- Oxalis tessmannii R. Knuth
- Oxalis tetraphylla Cav.
- Oxalis texana (Small) R.Knuth
- Oxalis thelyoxys Focke
- Oxalis tomentosa Thunb.
- Oxalis tortuosa Lindl.
- Oxalis tragopoda Salter
- Oxalis triangularis A. St.-Hil.
- Oxalis trichophylla Baker
- Oxalis trilliifolia Hook.
- Oxalis trollii R. Knuth
- Oxalis truncatula Jacq.
- Oxalis tuberosa Molina
- Oxalis tysonii Phillips
- Oxalis uliginosa Schltr.
- Oxalis umbraticola A. St.-Hil.
- Oxalis unduavensis (Rusby) R. Knuth
- Oxalis urbaniana Schltr.
- Oxalis valdiviensis Barnéoud
- Oxalis vargasii Lourteig
- Oxalis variabilis Jacq.
- Oxalis variifolia Steud.
- Oxalis veadeirosensis Lourteig
- Oxalis versicolor L.
- Oxalis violacea L.
- Oxalis virgata Rusby
- Oxalis virginea Jacq.
- Oxalis virgosa Molina
- Oxalis viscidula Schltr.
- Oxalis viscosa E. Mey. ex Sond.
- Oxalis westii Lourteig
- Oxalis williamsii R. Knuth
- Oxalis wurdackii Lourteig
- Oxalis xantha Salter
- Oxalis xiphophylla Baker
- Oxalis yacutulensis R. Knuth
- Oxalis yungasensis Rusby
- Oxalis zamorana Lourteig
- Oxalis zeekoevleyensis R. Knuth
- Oxalis zeyheri Sond.

Selon Tropicos (5 avril 2022) (Attention liste brute contenant possiblement des synonymes) :
- Oxalis abercornensis R. Knuth
- Oxalis aberrans Reiche
- Oxalis abyssinica (Steud. ex A. Rich.) Walp.
- Oxalis acetosella L.
- Oxalis acromelaena Diels
- Oxalis acuminata Schltdl. & Cham.
- Oxalis acutifolia Progel
- Oxalis acutiuscula R. Knuth
- Oxalis adenocaulos Phil.
- Oxalis adenodes Sond.
- Oxalis adenophylla Gillies ex Hook. & Arn.
- Oxalis adpressa R. Knuth
- Oxalis adspersa Eckl. & Zeyh.
- Oxalis aemula Schltr. ex R. Knuth
- Oxalis aeschynomenifolia O. Hoffm.
- Oxalis aetheria J.F. Macbr.
- Oxalis affinis Sond.
- Oxalis aganophylla Eckl. & Zeyh.
- Oxalis agassizii Rose
- Oxalis alata Mart. ex Zucc.
- Oxalis alba Steud.
- Oxalis albella R. Knuth
- Oxalis albicans Kunth
- Oxalis albiuscula T.M. Salter
- Oxalis albizzioides O. Hoffm.
- Oxalis alfalfalis Phil.
- Oxalis algoensis Eckl. & Zeyh.
- Oxalis alpina (Rose) Rose ex R. Knuth
- Oxalis alsinoides Walp.
- Oxalis alstonii Lourteig
- Oxalis alta R. Knuth
- Oxalis alvimii Lourteig
- Oxalis amara A. St.-Hil.
- Oxalis amazonica Progel
- Oxalis ambigua Jacq.
- Oxalis amblyodonta T.M. Salter
- Oxalis amblyosepala Schltr.
- Oxalis americana Bigelow
- Oxalis amoena Jacq.
- Oxalis amplifolia (Trel.) R. Knuth
- Oxalis andicola Gillies ex Hook. & Arn.
- Oxalis andina Britton
- Oxalis androsacea R. Knuth
- Oxalis anemonoides Eckl. & Zeyh.
- Oxalis angulata (Small) R. Knuth
- Oxalis angusta Sond.
- Oxalis angustifolia Kunth
- Oxalis annae F. Bolus
- Oxalis anomala T.M. Salter
- Oxalis anthelmintica A. Rich.
- Oxalis anthyllidifolia R. Knuth
- Oxalis antucensis Phil.
- Oxalis aphylla Rusby
- Oxalis apodiscias Turcz.
- Oxalis apodoscias Turcz.
- Oxalis approximata Sond.
- Oxalis aptera Zucc. ex Progel
- Oxalis apurimacensis Lourteig
- Oxalis aracatcha hort. ex Zucc.
- Oxalis arachnoidea Progel
- Oxalis araucana Reiche
- Oxalis arborescens Perr.
- Oxalis arbuscula Barnéoud
- Oxalis arechavaletae Herter
- Oxalis arenaria Bertero
- Oxalis arenosa F. Bolus
- Oxalis areolata Taub.
- Oxalis arequipensis R. Knuth
- Oxalis argentea Eckl. & Zeyh.
- Oxalis argentina R. Knuth
- Oxalis argillacea F. Bolus
- Oxalis argyrophylla T.M. Salter
- Oxalis aridicola T.M. Salter
- Oxalis arracacha G. Don
- Oxalis arrojadoi R. Knuth
- Oxalis artemioides Fiaschi
- Oxalis articulata Savigny
- Oxalis asinina Jacq.
- Oxalis asplundii R. Knuth
- Oxalis atacamensis Reiche
- Oxalis atrata Weintraub
- Oxalis atroglandulosa R. Knuth
- Oxalis attaquana T.M. Salter
- Oxalis aurea Schltr.
- Oxalis aureo-ciliata F. Bolus
- Oxalis aureoflava Steud.
- Oxalis ausensis R. Knuth
- Oxalis austro-occidentalis R. Knuth
- Oxalis autumnalis A. St.-Hil.
- Oxalis avilensis Pittier
- Oxalis azanaquensis R. Knuth
- Oxalis bachmannii R. Knuth
- Oxalis bahiensis Progel
- Oxalis bakeriana Exell
- Oxalis balansae Guillaumin
- Oxalis balsamifera E. Mey. ex Sond.
- Oxalis bangii Rusby
- Oxalis barrelieri L.
- Oxalis bartolomensis R. Knuth
- Oxalis bela-vitoriae Lourteig
- Oxalis bella R. Knuth
- Oxalis beneprotecta Dinter ex R. Knuth
- Oxalis benjaminii Lourteig
- Oxalis berlandieri Torr.
- Oxalis bermejensis R. Knuth
- Oxalis berningeri R. Knuth
- Oxalis berteroana Barnéoud
- Oxalis besseri R. Knuth
- Oxalis bialata Fredr. ex Norlind
- Oxalis bicolor Savigny
- Oxalis bifida Thunb.
- Oxalis bifolia Eckl. & Zeyh.
- Oxalis bifrons Progel
- Oxalis bifurca G. Lodd.
- Oxalis biglandulosa Steud.
- Oxalis biloba Fredr.
- Oxalis binervis Regel
- Oxalis bipartita A. St.-Hil.
- Oxalis bipunctata Graham
- Oxalis bisecta Norlind
- Oxalis bisfracta Turcz.
- Oxalis blackii Lourteig
- Oxalis blanchetiana Progel
- Oxalis blanchetii R. Knuth
- Oxalis blastorrhiza T.M. Salter
- Oxalis bojeriana Baill.
- Oxalis boliviana Britton
- Oxalis bolusii R. Knuth
- Oxalis borchersi Phil.
- Oxalis borjensis Kunth
- Oxalis borrelieri L.
- Oxalis bowiei Aiton ex G. Don
- Oxalis brachycarpa Schltr.
- Oxalis bradei R. Knuth
- Oxalis brasiliensis G. Lodd. ex Drapiez
- Oxalis breana Phil.
- Oxalis brevicaulis Steud.
- Oxalis brevipes Fredr.
- Oxalis breviramulosa Rusby
- Oxalis brevis Phil.
- Oxalis breviscapa Jacq.
- Oxalis briquetii R. Knuth
- Oxalis brittoniae Small
- Oxalis brownei
- Oxalis brunneo-pilosa R. Knuth
- Oxalis bryoides Phil.
- Oxalis buchtienii (Rusby) R. Knuth
- Oxalis bulbifera R. Knuth
- Oxalis bulbigera R. Knuth
- Oxalis bulbillifera Herter
- Oxalis bulbocastanum Phil.
- Oxalis bulbosa A. Nelson
- Oxalis bullulata T.M. Salter
- Oxalis bupleurifolia A. St.-Hil.
- Oxalis burkei
- Oxalis burmannii Jacq.
- Oxalis burtoniae T.M. Salter
- Oxalis bushii Small
- Oxalis bustillosii Phil.
- Oxalis caerulea (Small) R. Knuth
- Oxalis caesariata Lourteig
- Oxalis caesia Phil.
- Oxalis caespitosa A. St.-Hil.
- Oxalis cajalbanensis Urb.
- Oxalis calachaccensis R. Knuth
- Oxalis calcaria (Small) R. Knuth
- Oxalis calcicola Standl. & Steyerm.
- Oxalis caledonicae R. Knuth
- Oxalis californica (Abrams) R. Knuth
- Oxalis calligera Sond.
- Oxalis callimarginata Weintroub
- Oxalis callosa R. Knuth
- Oxalis calophylla Progel
- Oxalis calthaefolia Pohl
- Oxalis calva Progel
- Oxalis calviniensis R. Knuth
- Oxalis camelopardalis T.M. Salter
- Oxalis camisaoensis R. Knuth
- Oxalis campanensis Lourteig
- Oxalis campestris Zucc.
- Oxalis campicola T.M. Salter
- Oxalis camporum Brandegee
- Oxalis campylorrhiza T.M. Salter
- Oxalis candicans R. Knuth
- Oxalis candida Eckl. & Zeyh.
- Oxalis canelonesensis R. Knuth
- Oxalis canterai Arechav.
- Oxalis capillacea E. Mey. ex Harv. & Sond.
- Oxalis capillipes R. Knuth
- Oxalis capitata R. Knuth
- Oxalis caprina Thunb.
- Oxalis cardenasiana Lourteig
- Oxalis caripensis Hieron.
- Oxalis carminea R. Knuth
- Oxalis carolina J. Suda & Sudová
- Oxalis casta Zucc.
- Oxalis catamarcensis R. Knuth
- Oxalis cataractae A. Cunn.
- Oxalis cathara T.M. Salter
- Oxalis catharinensis N.E. Br.
- Oxalis caucensis R. Knuth
- Oxalis cearensis Turcz.
- Oxalis cellulosa R. Knuth
- Oxalis cernua Thunb.
- Oxalis cerradoana Lourteig
- Oxalis chachahuensis Alfonso, Prina & Muiño, Walter A.
- Oxalis chacoensis R. Knuth
- Oxalis chaetocalyx Phil.
- Oxalis chamaecrista Baill.
- Oxalis chanduyensis R. Knuth
- Oxalis charaguensis R. Knuth
- Oxalis chartacea Norlind
- Oxalis chasquiensis R. Knuth
- Oxalis checoensis Meyen
- Oxalis chicligastensis R. Knuth
- Oxalis chilensis R. Knuth
- Oxalis chinensis Haw. ex G. Don
- Oxalis chiriquensis Woodson
- Oxalis chnoodes Lourteig
- Oxalis chosicensis R. Knuth
- Oxalis chrysantha Progel
- Oxalis chubutensis Speg. ex R. Knuth
- Oxalis ciliariflora Eckl. & Zeyh.
- Oxalis ciliaris Jacq.
- Oxalis ciliata Spreng.
- Oxalis cineracea A. St.-Hil.
- Oxalis cinerea Zucc.
- Oxalis clandestina Phil.
- Oxalis clausenii Lourteig
- Oxalis clavifolia Sond
- Oxalis clematodes Donn. Sm.
- Oxalis coarctata R. Knuth
- Oxalis cobanensis R. Knuth
- Oxalis coccinea Woodson & Schery
- Oxalis cognita R. Knuth
- Oxalis colatinensis Fiaschi
- Oxalis colchaguensis Lourteig
- Oxalis collina Eckl. & Zeyh.
- Oxalis colombiensis R. Knuth
- Oxalis coloradensis Rydb.
- Oxalis colorea (Small) Fedde
- Oxalis colquipatensis R. Knuth
- Oxalis comberi R. Knuth
- Oxalis commersonii DC.
- Oxalis commutata Sond.
- Oxalis comosa E. Mey. ex Sond.
- Oxalis compacta Gillies ex Hook. & Arn.
- Oxalis compressa Thunb.
- Oxalis comptonii T.M. Salter
- Oxalis confertifolia (Kuntze) R. Knuth
- Oxalis confertissima A. St.-Hil.
- Oxalis confusa (Rose) R. Knuth
- Oxalis conorhixa Larrañaga
- Oxalis conorrhiza Jacq.
- Oxalis contracta R. Knuth
- Oxalis conventionensis Lourteig
- Oxalis convexula Jacq.
- Oxalis conzattiana (Rose) R. Knuth
- Oxalis copiosa F. Bolus
- Oxalis coquimbana Phil.
- Oxalis coralleoides R. Knuth
- Oxalis cordata A. St.-Hil.
- Oxalis cordifolia R. Knuth
- Oxalis cordobensis R. Knuth
- Oxalis cornellii Andersson
- Oxalis corniculata L.
- Oxalis corrientesensis R. Knuth
- Oxalis corumbaensis Hoehne
- Oxalis corymbosa DC.
- Oxalis cotagaitensis R. Knuth
- Oxalis coyensis R. Knuth
- Oxalis crassicaulis Zucc.
- Oxalis crassifolia Eckl. & Zeyh.
- Oxalis crassipes Urb.
- Oxalis crassiscaposa R. Knuth
- Oxalis cratensis Hook.
- Oxalis creaseyi T.M. Salter
- Oxalis crenata Jacq.
- Oxalis crispula Sond.
- Oxalis crocea T.M. Salter
- Oxalis cruzeirensis R. Knuth
- Oxalis cuatrecasasii Lourteig
- Oxalis cuernavacana (Rose) R. Knuth
- Oxalis cumingiana Turcz.
- Oxalis cumingii Herb.
- Oxalis cumulata Pohl ex Progel
- Oxalis cuneata Jacq.
- Oxalis cunninghamii R. Knuth
- Oxalis cuprea G. Lodd.
- Oxalis cuzcensis R. Knuth
- Oxalis cymosa Small
- Oxalis cytisoides C. Mart. & Zucc.
- Oxalis dammeriana Schltr.
- Oxalis daphniformis J.C. Mikan
- Oxalis darapskyi Phil. ex Reiche
- Oxalis darienensis Woodson
- Oxalis darwinii Ball
- Oxalis davyana R. Knuth
- Oxalis debilis Kunth
- Oxalis decaphylla Kunth
- Oxalis decipiens Progel
- Oxalis decora R. Knuth
- Oxalis deflexa Poepp. ex Progel
- Oxalis dehraduensis Raizada
- Oxalis dehradunensis Raizada
- Oxalis delicata Pohl ex Progel
- Oxalis delicatula Phil.
- Oxalis delta Vell.
- Oxalis dendroides Kunth
- Oxalis densa N.E. Br.
- Oxalis densifolia Mart. ex Zucc.
- Oxalis densissima Rusby
- Oxalis dentata Jacq.
- Oxalis denticulata Wolley-Dod
- Oxalis depauperata Progel
- Oxalis deppei G. Lodd. ex Sweet
- Oxalis depressa Eckl. & Zeyh.
- Oxalis descolei R. Knuth
- Oxalis deserticola T.M. Salter
- Oxalis diamantinae R. Knuth
- Oxalis dichondrifolia A. Gray
- Oxalis dichotoma T.M. Salter
- Oxalis dichotomiflora Steud.
- Oxalis dielsii R. Knuth
- Oxalis diffusa Pohl ex Progel
- Oxalis dillenii Jacq.
- Oxalis dimidiata Donn. Sm.
- Oxalis dines Ornduff
- Oxalis discolor Klotzsch
- Oxalis dispar N.E. Br.
- Oxalis distans A. St.-Hil.
- Oxalis disticha Jacq.
- Oxalis distincta R. Knuth
- Oxalis divaricata Mart. ex Zucc.
- Oxalis divergens Benth. ex Lindl.
- Oxalis doceana Lourteig
- Oxalis dolichopoda Diels
- Oxalis dombeyi A. St.-Hil.
- Oxalis domingensis Urb.
- Oxalis dormiens Mart. & Zucc.
- Oxalis dregei Sond.
- Oxalis droseroides E. Mey. ex Sond.
- Oxalis drummondii A. Gray
- Oxalis dudleii Lourteig
- Oxalis dumetorum Barnéoud
- Oxalis dumicola Arechav.
- Oxalis duricaulis R. Knuth
- Oxalis duriuscula Schltr.
- Oxalis dusenii Norlind
- Oxalis ebracteata Savign.
- Oxalis echegarayii Hieron.
- Oxalis eckloniana C. Presl
- Oxalis ecuadorensis R. Knuth
- Oxalis edulis Larrañaga
- Oxalis edwardsiae Bol. f.
- Oxalis efoliata R. Knuth
- Oxalis eggersii Urb.
- Oxalis ehrenbergii Schltdl.
- Oxalis elaretensis Knuth
- Oxalis elatior Progel
- Oxalis elegans Kunth
- Oxalis elegantula Turcz.
- Oxalis elsae R. Knuth
- Oxalis engleriana Schltr.
- Oxalis enneaphylla Cav.
- Oxalis erecta R. Knuth
- Oxalis eremobia Phil.
- Oxalis ericoides R. Knuth
- Oxalis eriocarpa DC.
- Oxalis erioclados Progel
- Oxalis eriolepis Wedd.
- Oxalis eriorhiza Zucc.
- Oxalis erosa R. Knuth
- Oxalis erythropoda Rusby
- Oxalis erythrorhiza Gillies ex Hook. & Arn.
- Oxalis esculenta Dietr. in Otto & Dietr.
- Oxalis euphorbioides A. St.-Hil.
- Oxalis europaea Jord.
- Oxalis excisa Progel
- Oxalis exigua Phil.
- Oxalis exilis A. Cunn.
- Oxalis exserta T.M. Salter
- Oxalis extensa T.M. Salter
- Oxalis fabifolia Jacq.
- Oxalis falcata Sond.
- Oxalis falcatula T.M. Salter
- Oxalis falconiana Steud.
- Oxalis famatinae R. Knuth
- Oxalis fasciculata Turcz.
- Oxalis fendleri Lourteig
- Oxalis fergusonae T.M. Salter
- Oxalis fernandensis R. Knuth
- Oxalis fibrosa Bol. F.
- Oxalis filifolia Jacq.
- Oxalis filifoliolata J. Suda & Sudová
- Oxalis filiformis Kunth
- Oxalis filipes Small
- Oxalis fimbriata E. Phillips
- Oxalis flabellifolia Jacq.
- Oxalis flabelliformis Sessé & Moc.
- Oxalis flagellata (Rusby) Lourteig
- Oxalis flava L.
- Oxalis flaviuscula T.M. Salter
- Oxalis floribunda Lehm.
- Oxalis florida Salisb.
- Oxalis fluehmannii Phil.
- Oxalis fluhmannii Phil.
- Oxalis fluminensis R. Knuth
- Oxalis foliosa Blatt.
- Oxalis fontana Bunge
- Oxalis fontinalis Osten ex Arechav.
- Oxalis fourcadei T.M. Salter
- Oxalis foveolata Turcz.
- Oxalis fragilis T.M. Salter
- Oxalis framesii L. Bolus
- Oxalis fredriksonii Norlind
- Oxalis frigida R. Knuth
- Oxalis fritillariiformis R. Knuth
- Oxalis frutescens L.
- Oxalis fruticetorum Diels
- Oxalis fruticosa R. Knuth
- Oxalis fruticula Phil.
- Oxalis fueguensis R. Knuth
- Oxalis furcata (Rose) Rose ex R. Knuth
- Oxalis furcillata
- Oxalis gageiflora R. Knuth
- Oxalis gagneorum Fosberg & Sachet
- Oxalis galeottii Turcz.
- Oxalis galpinii Burtt Davy
- Oxalis gardneriana Progel
- Oxalis gaudichaudii Barnéoud
- Oxalis gayana Phil.
- Oxalis gayi Macloskie
- Oxalis geminata Gillies ex Hook. & Arn.
- Oxalis georgensis R. Knuth
- Oxalis geralensis R. Knuth
- Oxalis geranioides R. Knuth
- Oxalis gessfeldtii R. Knuth
- Oxalis giftbergensis T.M. Salter
- Oxalis gigantea Barnéoud
- Oxalis gilliesii Phil.
- Oxalis glaberrima Norlind
- Oxalis glabra Thunb.
- Oxalis glabrata (Baker) R. Knuth
- Oxalis glandulosa Jacq.
- Oxalis glauca Kunth
- Oxalis glaucescens Norlind
- Oxalis glaucifolia R. Knuth
- Oxalis glaucoides R. Knuth
- Oxalis glaucovirens Sond.
- Oxalis glazioviana Progel
- Oxalis glomerata Hook. & Arn.
- Oxalis glutinosa Phil.
- Oxalis goetzei Engl.
- Oxalis goldmanii (Rose) R. Knuth
- Oxalis goniorhiza Eckl. & Zeyh.
- Oxalis gonzalesii (Rose) R. Knuth
- Oxalis goyazensis Turcz.
- Oxalis gracilenta Kurz
- Oxalis gracilima Arechav.
- Oxalis gracilinervosa R. Knuth
- Oxalis gracilipes Schltr.
- Oxalis gracilis Jacq.
- Oxalis gracilissima Arechav.
- Oxalis grahamiana Benth.
- Oxalis grammopetala Sond.
- Oxalis grammophylla T.M. Salter
- Oxalis grandiflora Arechav.
- Oxalis grandifolia DC.
- Oxalis grandis Small
- Oxalis grayi (Rose) R. Knuth
- Oxalis gregaria (Rose) R. Knuth
- Oxalis grenadensis Urb.
- Oxalis griffithii Edgew. & Hook. f.
- Oxalis grisea A. St.-Hil. & Naudin
- Oxalis guaquiensis R. Knuth
- Oxalis guatemalensis R. Knuth
- Oxalis guayaquil Turcz.
- Oxalis guessfeldtii R. Knuth
- Oxalis gustavi R. Knuth
- Oxalis guthriei Bol. f.
- Oxalis guttata Osten ex Arechav.
- Oxalis gyrorhiza Bertero ex Colla
- Oxalis haedulipes T.M. Salter
- Oxalis haenkeana Spreng.
- Oxalis halenbergensis Dinter
- Oxalis halophila Arechav.
- Oxalis hantamensis Schltr. ex R. Knuth
- Oxalis hapalconidea Barnéoud
- Oxalis harmsiana R. Knuth
- Oxalis hassleri R. Knuth
- Oxalis hassleriana Chodat
- Oxalis haughtii R. Knuth
- Oxalis hauthalii R. Knuth
- Oxalis hayi R. Knuth
- Oxalis hedysarifolia Pohl ex Progel
- Oxalis hedysaroides Kunth
- Oxalis heidelbergensis T.M. Salter
- Oxalis helicoides T.M. Salter
- Oxalis hemitoma Urb.
- Oxalis henrici F. Bolus
- Oxalis hepatica Norlind
- Oxalis hernandezii DC.
- Oxalis herpestica Schltdl.
- Oxalis herrerae R. Knuth
- Oxalis herteri R. Knuth
- Oxalis herzogii R. Knuth
- Oxalis heterophylla DC.
- Oxalis hickenii Looser
- Oxalis hidalgensis R. Knuth
- Oxalis hieronymi Griseb.
- Oxalis hilaireiana R. Knuth
- Oxalis hildebrandtii O. Hoffm.
- Oxalis hirsuta Sond.
- Oxalis hirsuticaulis Small
- Oxalis hirsutissima Mart. ex Zucc.
- Oxalis hirta L.
- Oxalis hirtella Jacq.
- Oxalis hirthii Phil.
- Oxalis hispida Mart. ex Zucc.
- Oxalis hispidula Zucc.
- Oxalis hispidula × sp.
- Oxalis hochreutineri J.F. Macbr.
- Oxalis holosericea Phil.
- Oxalis hookeriana Pohl ex Progel
- Oxalis hosseana R. Knuth
- Oxalis hossei R. Knuth
- Oxalis huantensis R. Knuth
- Oxalis huilensis R. Knuth
- Oxalis humbertii Lourteig
- Oxalis humblotii R. Knuth
- Oxalis humilis Thunb.
- Oxalis hupehensis R. Knuth
- Oxalis hyalinorhiza Poepp. ex R. Knuth
- Oxalis hyalotricha Lourteig
- Oxalis hypopilina Diels
- Oxalis hypsophila Phil.
- Oxalis ibarii Phil.
- Oxalis illapelina Phil.
- Oxalis illinii R. Knuth
- Oxalis illinoensis Schwegman
- Oxalis imbricata Moq.
- Oxalis imerinensis R. Knuth
- Oxalis immaculata (Small) R. Knuth
- Oxalis impatiens Vell.
- Oxalis inaequalis Weintroub
- Oxalis incana Eckl. & Zeyh.
- Oxalis incarnata L.
- Oxalis incerta R. Knuth
- Oxalis incisa Denton
- Oxalis inconspicua T.M. Salter
- Oxalis inedicagina Kunth
- Oxalis inesitae Phil.
- Oxalis inflata R. Knuth
- Oxalis insignis Sprague
- Oxalis insipida A. St.-Hil.
- Oxalis integra R. Knuth
- Oxalis interior (Small) Fedde
- Oxalis intermedia A. Rich.
- Oxalis involuta T.M. Salter
- Oxalis ioeides T.M. Salter & Exell
- Oxalis ipomaeiflora Schltr. ex R. Knuth
- Oxalis irregularis R. Knuth
- Oxalis irreperta Lourteig
- Oxalis jacquiniana Kunth
- Oxalis jahnii Pittier
- Oxalis jaliscana (Rose) Rose ex R. Knuth
- Oxalis jamaicensis Macfad.
- Oxalis jamesonii Lourteig
- Oxalis japonica Franch. & Sav.
- Oxalis jasminifolia Norlind
- Oxalis johnstonii R. Knuth
- Oxalis josephii R. Knuth
- Oxalis juninensis R. Knuth
- Oxalis juruensis Diels
- Oxalis kalbreyeri Lourteig
- Oxalis kamiesbergensis T.M. Salter
- Oxalis kassneri R. Knuth
- Oxalis killipii Lourteig
- Oxalis knuthiana T.M. Salter
- Oxalis knuthii Herter
- Oxalis kollmannii Fiaschi
- Oxalis kubusensis R. Knuth
- Oxalis kuhlmannii Lourteig
- Oxalis kuibisensis R. Knuth
- Oxalis kuntzeana Norlind
- Oxalis kurtziana Arechav.
- Oxalis laburnifolia Jacq.
- Oxalis laciniata Cav.
- Oxalis lactea Hook.
- Oxalis lacunosa Eckl. & Zeyh.
- Oxalis lanata Thunb.
- Oxalis lanceolata (Small) R. Knuth
- Oxalis landbeckii Phil.
- Oxalis langloisii (Small) Fedde
- Oxalis lanuginosa R. Knuth
- Oxalis lasiandra Zucc.
- Oxalis lasiopetala Zucc.
- Oxalis lasiophylla A. St.-Hil. & Naudin
- Oxalis lasiorrhiza T.M. Salter
- Oxalis latemucronata Lourteig
- Oxalis lateriflora Jacq.
- Oxalis latifolia Kunth
- Oxalis laureola Progel
- Oxalis lawsonii Bol. F.
- Oxalis laxa Hook. & Arn.
- Oxalis laxicaulis R. Knuth
- Oxalis laxiuscula R. Knuth
- Oxalis lechleri R. Knuth
- Oxalis ledigii R. Knuth
- Oxalis leoncitensis R. Knuth
- Oxalis leonis R. Knuth
- Oxalis lepidocaulis Norlind
- Oxalis leptocalyx Sond.
- Oxalis leptocaulos Phil.
- Oxalis leptogramma T.M. Salter
- Oxalis leptophylla G. Don
- Oxalis leptopodes G. Don
- Oxalis lespedezioides G. Don
- Oxalis leucolepis Diels
- Oxalis leucophylla Phil.
- Oxalis leucotricha Turcz.
- Oxalis levis T.M. Salter
- Oxalis libertatis Lourteig
- Oxalis lichenoides T.M. Salter
- Oxalis lightfootii E. Phillips
- Oxalis lignosa Willd. ex Zucc.
- Oxalis ligulata E. Mey. ex Sond.
- Oxalis lilacina Klotzsch
- Oxalis lilloana R. Knuth
- Oxalis lilloi Hicken
- Oxalis limnophila (Arechav.) Herter
- Oxalis limosa Progel
- Oxalis linarantha Lourteig
- Oxalis lindaviana Schltr.
- Oxalis lindenii Turcz.
- Oxalis lindheimeri Torr. ex R. Knuth
- Oxalis lindneri R. Knuth
- Oxalis lindsaeaefolia Hook.
- Oxalis linearis Jacq.
- Oxalis lineata Gillies ex Hook. & Arn.
- Oxalis lineolata T.M. Salter
- Oxalis liniflora Eckl. & Zeyh.
- Oxalis linneaformis R. Knuth
- Oxalis linoides R. Knuth
- Oxalis livida Jacq.
- Oxalis llaretensis R. Knuth
- Oxalis lobata Sims
- Oxalis lomana Diels
- Oxalis longicalyculata R. Knuth
- Oxalis longiflora L.
- Oxalis longissima (Kuntze) K. Schum.
- Oxalis loricata Dusén
- Oxalis lotoides Kunth
- Oxalis louisae T.M. Salter
- Oxalis loxensis R. Knuth
- Oxalis lucumayensis R. Knuth
- Oxalis luederitzii Schinz
- Oxalis luetzelburgii Kunth
- Oxalis lunulata Zucc.
- Oxalis lupinifolia Jacq.
- Oxalis lupulina Kunth
- Oxalis luteola Jacq.
- Oxalis lutzelburgii R. Knuth
- Oxalis lybica Viv.
- Oxalis lyonii Pursh
- Oxalis macachin Arechav.
- Oxalis macbridei R. Knuth
- Oxalis machupicchuensis R. Knuth
- Oxalis macilenta (Small) R. Knuth
- Oxalis macra Schltr.
- Oxalis macrantha (Trel.) Small
- Oxalis macrocarpa (Small) R. Knuth
- Oxalis macrophylla Kunth
- Oxalis macropoda Baker
- Oxalis macropus Phil.
- Oxalis macrorhiza Gillies ex Hook. & Arn.
- Oxalis madrensis S. Watson
- Oxalis magellanica G. Forst.
- Oxalis magnibulbosa R. Knuth
- Oxalis magnifica (Rose) R. Knuth
- Oxalis mairaryensis R. Knuth
- Oxalis mairei R. Knuth ex Engler
- Oxalis maldonadoensis R. Knuth
- Oxalis mallobolba Cav.
- Oxalis mallyi Schltr. ex R. Knuth
- Oxalis mandioccana Raddi
- Oxalis manihotoides (Rusby) R. Knuth
- Oxalis mapirensis R. Knuth
- Oxalis maracayuensis R. Knuth
- Oxalis marcapatensis R. Knuth
- Oxalis marginata Willd. ex Zucc.
- Oxalis maritima Barnéoud
- Oxalis marlothii Schltr. ex R. Knuth
- Oxalis martiana Zucc.
- Oxalis massoniana T.M. Salter
- Oxalis matancillae Lourteig
- Oxalis mathewsii R. Knuth
- Oxalis mattogrossensis Fredr.
- Oxalis maxonii Standl.
- Oxalis medicaginea Kunth
- Oxalis megalorrhiza Jacq.
- Oxalis megapotamica Spreng.
- Oxalis meisneri Sond.
- Oxalis melanograpta T.M. Salter
- Oxalis melanosticta
- Oxalis melilotoides A. St.-Hil.
- Oxalis melindae Lourteig
- Oxalis membranacea Weintraub
- Oxalis membranifolia R. Knuth
- Oxalis mendozensis R. Knuth
- Oxalis mercedensis R. Knuth
- Oxalis meridensis Pittier
- Oxalis metcalfei (Small) R. Knuth
- Oxalis metziana Miq. ex Edgew. & Hook. f.
- Oxalis meyeri Sond.
- Oxalis micrantha Bertero ex Savi
- Oxalis microbolba R. Knuth
- Oxalis microcarpa Benth.
- Oxalis microdonta T.M. Salter
- Oxalis microphylla Poir.
- Oxalis microstachys Progel
- Oxalis mimosella Baill.
- Oxalis mimosoides A. St.-Hil.
- Oxalis minarum Standl. & Steyerm.
- Oxalis minima Steud.
- Oxalis minuta Thunb.
- Oxalis minutifolia R. Knuth
- Oxalis minutula Ces.
- Oxalis mira Lourteig
- Oxalis mirbelii Dehnh.
- Oxalis missionum Norlind
- Oxalis modesta Phil.
- Oxalis modestior R. Knuth
- Oxalis mollis Kunth
- Oxalis mollissima (Rusby) R. Knuth
- Oxalis monochasiata Fiaschi
- Oxalis monophylla L.
- Oxalis montana Raf.
- Oxalis montevidensis Progel
- Oxalis monticola Arechav.
- Oxalis moqueguensis R. Knuth
- Oxalis morelosensis R. Knuth
- Oxalis morelosii Pérez-Calix
- Oxalis morenoensis Lourteig
- Oxalis morronei Alicia López & Múlgura
- Oxalis mucronata (Rose) R. Knuth
- Oxalis mucronulata Norlind
- Oxalis multibulbosa Turcz.
- Oxalis multicaulis Eckl. & Zeyh.
- Oxalis multiceps (Small) R. Knuth
- Oxalis multiflora Jacq.
- Oxalis multipes R. Knuth
- Oxalis mundtii Sond.
- Oxalis muscoides Phil.
- Oxalis myriophylla A. St.-Hil.
- Oxalis nahuelhuapiensis Speg.
- Oxalis namaquana Sond.
- Oxalis nana A. St.-Hil. ex A. Spreng.
- Oxalis natans Thunb.
- Oxalis neaei DC.
- Oxalis neglecta R. Knuth
- Oxalis negrensis R. Knuth
- Oxalis negrescens R. Knuth
- Oxalis nelsonii (Small) R. Knuth
- Oxalis nematodes Spreng.
- Oxalis nemoralis Salisb.
- Oxalis neocaledonica Guillaumin
- Oxalis neomexicana R. Knuth
- Oxalis neorufescens R. Bernal
- Oxalis neuwiedii Zucc.
- Oxalis nidulans Eckl. & Zeyh.
- Oxalis niederleiniana Hieron. ex R. Knuth
- Oxalis niederleinii R. Knuth
- Oxalis nigrescens A. St.-Hil.
- Oxalis nigricans Pohl ex Warm.
- Oxalis niveiphylla R. Knuth
- Oxalis noctiflora R.M. Macfarlane, Dreyer, Roets, Francois & Oberlander
- Oxalis nodulosa Pittier
- Oxalis norlindiana R. Knuth
- Oxalis noronhae Oliv.
- Oxalis nortieri T.M. Salter
- Oxalis novae-caledoniae R. Knuth & Schlechter
- Oxalis novae-guineensis Lourteig
- Oxalis novae-zelandiae Gand.
- Oxalis novemfoliolata Heibl & Martic.
- Oxalis nubigena Walp.
- Oxalis nuda Arn.
- Oxalis nudicaule L.
- Oxalis nudiflora Sessé & Moc. ex DC.
- Oxalis oaxacana (Rose ex R. Knuth) R. Knuth
- Oxalis obcordata Norlind
- Oxalis obliqua (Rose ex Small) R. Knuth
- Oxalis obliquifolia Steud. ex A. Rich.
- Oxalis oblongiformis R. Knuth
- Oxalis obscura R. Knuth
- Oxalis obtriangulata Maxim.
- Oxalis obtusa Jacq.
- Oxalis occidentalis R. Knuth
- Oxalis oculata T.M. Salter
- Oxalis oculifera E.G.H. Oliv.
- Oxalis odonellii Lourteig
- Oxalis odorata J.C. Manning & Goldblatt
- Oxalis oligadenia Schltr. ex R. Knuth
- Oxalis oligophylla T.M. Salter
- Oxalis oligosperma Urb.
- Oxalis oligotricha Baker
- Oxalis ollantaytambensis R. Knuth
- Oxalis orbicularis T.M. Salter
- Oxalis oregana Nutt.
- Oxalis oreithala T.M. Salter
- Oxalis oreocharis Diels
- Oxalis oreophila Cory
- Oxalis ornata Phil.
- Oxalis ornithopus Phil.
- Oxalis ortgiesii Regel
- Oxalis orthopoda T.M. Salter
- Oxalis ostenii Arechav.
- Oxalis otaviensis R. Knuth
- Oxalis ottonis Klotzsch
- Oxalis oulophora Lourteig
- Oxalis ovalis Ruiz ex R. Knuth
- Oxalis ovalleana Phil.
- Oxalis oxyptera Progel
- Oxalis pachyphylla Phil.
- Oxalis pachyrrhiza Wedd.
- Oxalis pageae L. Bolus
- Oxalis painteri (Rose) R. Knuth
- Oxalis pallens Eckl. & Zeyh.
- Oxalis pallida T.M. Salter & Exell
- Oxalis palmifrons T.M. Salter
- Oxalis paludosa A. St.-Hil.
- Oxalis palustris A. St.-Hil.
- Oxalis paniculata Reiche
- Oxalis papilionacea Hoffmanns. ex Zucc.
- Oxalis paposana Phil.
- Oxalis papuana F. Muell.
- Oxalis paraguayensis Chodat
- Oxalis paranaensis Lourteig
- Oxalis parapitensis R. Knuth
- Oxalis pardalis Sond.
- Oxalis parva R. Knuth
- Oxalis parvicormus Dinter
- Oxalis parvifolia DC.
- Oxalis parvula Remy
- Oxalis pastorei Hicken
- Oxalis patagonica Speg.
- Oxalis patula Eckl. & Zeyh.
- Oxalis paucartambensis R. Knuth
- Oxalis pavonii G. Don
- Oxalis pazensis (Rusby) R. Knuth
- Oxalis pearcei Phil.
- Oxalis pearsallensis R. Knuth
- Oxalis pearsonii R. Knuth
- Oxalis pectinata Jacq.
- Oxalis peduncularis Kunth
- Oxalis pedunculata (Chodat & Wilczek) Lourteig
- Oxalis pendulifolia T.M. Salter
- Oxalis penicillata Phil.
- Oxalis pennelliana R. Knuth
- Oxalis pentantha Jacq.
- Oxalis pentaphylla Sims
- Oxalis pentaphylloides Sond.
- Oxalis peraltae Phil.
- Oxalis perdicaria (Molina) Bertero
- Oxalis perennans Haw.
- Oxalis perineson T.M. Salter & Exell
- Oxalis pernambucensis R. Knuth
- Oxalis peruviana Norlind
- Oxalis pes-caprae L.
- Oxalis petersiana (Klotzsch) C. Müller
- Oxalis petersii Edgew. & Hook. f.
- Oxalis petiolulata F. Bolus
- Oxalis petraea T.M. Salter
- Oxalis petrophila R. Knuth
- Oxalis phaeotricha Diels
- Oxalis phaseolifolia (Rusby) R. Knuth
- Oxalis phellandroides E. Mey. ex Meisn.
- Oxalis philippi Kunth
- Oxalis philippii R. Knuth
- Oxalis phloxidiflora Schltr.
- Oxalis physocalyx Zucc. ex Progel
- Oxalis piauhyensis R. Knuth
- Oxalis picchensis R. Knuth
- Oxalis pichinchensis Benth.
- Oxalis pickeringii A. Gray
- Oxalis pilgeri R. Knuth
- Oxalis pillansiana T.M. Salter & Exell
- Oxalis pillosella R. Knuth
- Oxalis pilosa Nutt.
- Oxalis pilosella R. Knuth
- Oxalis pilosissima Turcz.
- Oxalis pilosiuscula Kunth
- Oxalis pilulifera Progel
- Oxalis pinetorum (Small) Urb.
- Oxalis pinguiculacea R. Knuth
- Oxalis pinguiculiflora R. Knuth
- Oxalis pinoensis R. Knuth
- Oxalis platensis A. St.-Hil. & Naudin
- Oxalis platycaulis Steud.
- Oxalis platylepis Wedd.
- Oxalis platypila Gillies ex Hook. & Arn.
- Oxalis plumieri Jacq.
- Oxalis pocockiae L. Bolus
- Oxalis poeppigiana Zucc.
- Oxalis poeppigii Progel
- Oxalis pohliana Zucc.
- Oxalis polyadenia Schltr.
- Oxalis polyantha Walp.
- Oxalis polymorpha Mart. ex Zucc.
- Oxalis polyphylla Jacq.
- Oxalis polyrhiza R. Knuth
- Oxalis polytricha Sond.
- Oxalis porphyriosiphon T.M. Salter
- Oxalis potamophila Lourteig
- Oxalis praecox Progel
- Oxalis praetervisa R. Knuth
- Oxalis praetexta Progel
- Oxalis pratensis Eckl. & Zeyh.
- Oxalis preissiana Steud.
- Oxalis pretoensis Lourteig
- Oxalis priceae Small
- Oxalis prichardii Rendle
- Oxalis primavera (Rose) R. Knuth
- Oxalis primulaefolia Raddi
- Oxalis primuloides R. Knuth
- Oxalis pringlei (Rose) R. Knuth
- Oxalis procumbens Steud. ex A. Rich.
- Oxalis progelii R. Knuth
- Oxalis prolifera Arn.
- Oxalis promontorii R. Knuth
- Oxalis propinqua R. Knuth
- Oxalis prorepens Phil.
- Oxalis prostrata Haw.
- Oxalis pseudoarenaria R. Knuth
- Oxalis pseudocernua R. Knuth
- Oxalis pseudohirta T.M. Salter
- Oxalis pseudolobata R. Knuth
- Oxalis pseudostipulata Arechav.
- Oxalis pseudotetraphylla R. Knuth
- Oxalis pseudoviolacea R. Knuth
- Oxalis psilopoda Turcz.
- Oxalis psilotricha Turcz.
- Oxalis psoraleoides Kunth
- Oxalis ptychoclada Diels
- Oxalis puberula Nees & Mart.
- Oxalis pubescens Stokes
- Oxalis pudica R. Knuth
- Oxalis pulchella Jacq.
- Oxalis pulchriflora R. Knuth
- Oxalis pulvinata Sond.
- Oxalis pumila d'Urv.
- Oxalis punctata Thunb.
- Oxalis punctulata R. Knuth
- Oxalis punensis R. Knuth
- Oxalis puracensis R. Knuth
- Oxalis purpurascens T.M. Salter
- Oxalis purpurata Jacq.
- Oxalis purpurea L.
- Oxalis pusilla Jacq.
- Oxalis pycnophylla Wedd.
- Oxalis pygmaea E. Mey.
- Oxalis pyrenea Taub.
- Oxalis quadriglandula (Rose ex Small) R. Knuth
- Oxalis quispicanchensis R. Knuth
- Oxalis radiata Pohl
- Oxalis radicans Ruiz & Pav. ex R. Knuth
- Oxalis radicosa A. Rich.
- Oxalis raimondii R. Knuth
- Oxalis ramigera Sond.
- Oxalis ramonensis R. Knuth
- Oxalis ramulosa R. Knuth
- Oxalis rariifolia Steud.
- Oxalis reclinata
- Oxalis recticaulis Sond.
- Oxalis recurva Elliott
- Oxalis reflexa T.M. Salter
- Oxalis refracta A. St.-Hil.
- Oxalis regnellii Miq.
- Oxalis reichei R. Knuth
- Oxalis reineckii Briq.
- Oxalis reinwardtii Zucc.
- Oxalis renifolia R. Knuth
- Oxalis repens Thunb.
- Oxalis reptatrix Jacq.
- Oxalis reticulata Steud.
- Oxalis rhombeo-ovata A. St.-Hil.
- Oxalis rhombifolia Jacq.
- Oxalis rhomboidea T.M. Salter
- Oxalis ricardii Lourteig
- Oxalis richardiana Babu
- Oxalis rigida (Barnéoud) Lourteig
- Oxalis rigidicaulis R. Knuth
- Oxalis rigidula Jacq.
- Oxalis riojana Hieron. ex R. Knuth
- Oxalis riparia Norlind
- Oxalis rivalis Arechav.
- Oxalis riversdalensis R. Knuth
- Oxalis robinsonii T.M. Salter & Exell
- Oxalis robusta (Rose ex Small) R. Knuth
- Oxalis rodriguezii R. Knuth
- Oxalis rondeboschensis R. Knuth
- Oxalis rosea Feuillée ex Jacq.
- Oxalis rosei (Small) R. Knuth
- Oxalis roselata A. St.-Hil.
- Oxalis rosulata Hauman
- Oxalis rubella Jacq.
- Oxalis rubens Haw.
- Oxalis rubra A. St.-Hil.
- Oxalis rubro-punctata T.M. Salter
- Oxalis rubrocincta Lindl.
- Oxalis rubroflora Jacq.
- Oxalis rubrovenosa Norlind
- Oxalis rufa Small
- Oxalis rufescens Willd. ex Zucc.
- Oxalis rufo-pilosa Schult. ex Progel
- Oxalis rugeliana Urb.
- Oxalis ruizii R. Knuth
- Oxalis rupestris A. St.-Hil.
- Oxalis rusbyi Lourteig
- Oxalis rusciformis J.C. Mikan
- Oxalis rustii R. Knuth
- Oxalis rutenbergii O. Hoffm.
- Oxalis salmonicolor Schltr.
- Oxalis salteri L. Bolus
- Oxalis salticola Lourteig
- Oxalis salvadorensis Sidwell & S. Knapp
- Oxalis sandemanii Lourteig
- Oxalis sanguinea Jacq.
- Oxalis sanmiguelii R. Knuth
- Oxalis sanromanii Phil.
- Oxalis sarmentosa Zucc.
- Oxalis saronensis R. Knuth
- Oxalis saulierei R. Knuth
- Oxalis saxatilis A. St.-Hil.
- Oxalis scandens Kunth
- Oxalis schaeferi R. Knuth
- Oxalis schickendantzii R. Knuth
- Oxalis schiedeana Zucc.
- Oxalis schomburgkiana Progel
- Oxalis schraderiana Kunth
- Oxalis schultzei R. Knuth
- Oxalis schwackei R. Knuth
- Oxalis scoparia Norlind ex Urb.
- Oxalis scopulorum (Rose) R. Knuth
- Oxalis seatonii (Rose) R. Knuth
- Oxalis seineri R. Knuth
- Oxalis sellowiana Zucc.
- Oxalis sellowii Spreng.
- Oxalis semiglandulosa Sond.
- Oxalis semiglauca Eckl. & Zeyh.
- Oxalis semiloba Sond.
- Oxalis semitruncata Lourteig
- Oxalis senecta T.M. Salter
- Oxalis sensitiva L.
- Oxalis sepalosa Diels
- Oxalis sepium A. St.-Hil.
- Oxalis sericea Thunb.
- Oxalis serpens A. St.-Hil.
- Oxalis sessilis Buch.-Ham. ex Baill.
- Oxalis setifera R. Knuth
- Oxalis setosa E. Mey. ex Sond.
- Oxalis sexenata Savigny
- Oxalis shinanoensis T. Itô
- Oxalis siliquosa A.B. Graf
- Oxalis simplex T.M. Salter
- Oxalis simplicifolia Lorence & W.L. Wagner
- Oxalis simulans Baker
- Oxalis sleumeri Lourteig
- Oxalis smalliana R. Knuth
- Oxalis smithiana Eckl. & Zeyh.
- Oxalis sodiroi Diels ex R. Knuth
- Oxalis solarensis R. Knuth
- Oxalis soldanelliflora R. Knuth
- Oxalis solomonii Lourteig
- Oxalis somnians Mart. ex Zucc.
- Oxalis sonderiana T.M. Salter
- Oxalis sorianensis R. Knuth
- Oxalis sororia Schltr. ex R. Knuth
- Oxalis spectabilis hort. ex Baxter
- Oxalis spiralis Ruiz & Pav. ex G. Don
- Oxalis spodiophylla Walp.
- Oxalis spruceana Progel
- Oxalis squamata Zucc.
- Oxalis squamoso-radicosa Steud.
- Oxalis squarrosa Barnéoud
- Oxalis staffordiana R. Knuth
- Oxalis staphylloides Progel
- Oxalis steinbachii R. Knuth
- Oxalis steinmannii Solms
- Oxalis stellata
- Oxalis stembergii Zucc.
- Oxalis stenocarpa Schltr.
- Oxalis stenomeres S.F. Blake
- Oxalis stenopetala T.M. Salter
- Oxalis stenophylla Meisn.
- Oxalis stenoptera Turcz.
- Oxalis stenorrhyncha T.M. Salter
- Oxalis sternbergii Zucc.
- Oxalis steudeliana Kunth
- Oxalis stictocheila T.M. Salter
- Oxalis stipulata (Rose) Rose ex R. Knuth
- Oxalis stokoei Weintroub
- Oxalis stolonifera (Rose) R. Knuth
- Oxalis stricta L.
- Oxalis strictophylla Sond.
- Oxalis strictula Steud.
- Oxalis strigosa T.M. Salter
- Oxalis strigosifolia Wiegand
- Oxalis strigulosa Progel
- Oxalis suavis R. Knuth
- Oxalis subacaulis Gillies ex Hook. & Arn.
- Oxalis subcarnosa Klotzsch ex Walp.
- Oxalis subcorymbosa Arechav.
- Oxalis subintegra R. Knuth
- Oxalis sublanata R. Knuth
- Oxalis sublignosa R. Knuth
- Oxalis suborbiculata Lourteig
- Oxalis subsericea R. Knuth
- Oxalis subtriangularis Norlind
- Oxalis subvillosa Norlind
- Oxalis succulenta Barnéoud
- Oxalis suffruticosa Salzm. ex Turcz.
- Oxalis suksdorfii Trel.
- Oxalis suteroides T.M. Salter
- Oxalis tabaconasensis R. Knuth
- Oxalis tacorensis Burtt
- Oxalis taemoni Yamam.
- Oxalis taiwanensis (Masam.) Masam.
- Oxalis talbotii Baker f.
- Oxalis taquetii R. Knuth
- Oxalis tarapacana Phil.
- Oxalis tatei Rusby
- Oxalis telmatica Lourteig
- Oxalis tenella Jacq.
- Oxalis tenera Spreng.
- Oxalis teneriensis R. Knuth
- Oxalis tenerrima R. Knuth
- Oxalis tenuicalyculata R. Knuth
- Oxalis tenuifolia Jacq.
- Oxalis tenuiloba (Rose) R. Knuth
- Oxalis tenuipes T.M. Salter
- Oxalis tenuis R. Knuth
- Oxalis tenuiscaposa R. Knuth
- Oxalis tenuissima (Rose) R. Knuth
- Oxalis tephrodes Turcz.
- Oxalis tepicensis R. Knuth
- Oxalis teretifolia Jacq.
- Oxalis tessmannii R. Knuth
- Oxalis tetraphylla Cav.
- Oxalis texana (Small) Fedde
- Oxalis thelyoxys Focke
- Oxalis thompsoniae B.J. Conn & P.G. Richards
- Oxalis thunbergiana Montrouz.
- Oxalis thyrsoidea Reiche
- Oxalis tinctoria Poepp. ex Progel
- Oxalis tlalpamensis R. Knuth
- Oxalis tocoranensis R. Knuth
- Oxalis tolguacensis R. Knuth
- Oxalis tolimensis R. Knuth
- Oxalis tomentella Pohl
- Oxalis tomentosa Thunb.
- Oxalis torcana Phil.
- Oxalis tortuosa Lindl.
- Oxalis tragopoda T.M. Salter
- Oxalis trianae R. Knuth
- Oxalis triangularis A. St.-Hil.
- Oxalis trichocalyx Steud.
- Oxalis trichophylla Baker
- Oxalis tricolor Jacq.
- Oxalis trientalis (Small) R. Knuth
- Oxalis trilliifolia Hook.
- Oxalis trinervia (Rose ex Small) R. Knuth
- Oxalis trineuris (Small) R. Knuth
- Oxalis trinidadensis R. Knuth
- Oxalis tristis R. Knuth
- Oxalis trollii R. Knuth
- Oxalis tropaeoloides Schlachter ex Planch.
- Oxalis trouiniana Urb.
- Oxalis truncatula Jacq.
- Oxalis tubaraensis R. Knuth
- Oxalis tuberosa Molina
- Oxalis tubiflora Jacq.
- Oxalis tumbezensis R. Knuth
- Oxalis tysonii E. Phillips
- Oxalis uhehensis Engl.
- Oxalis uliginosa Schltr.
- Oxalis umbellulata Kuntze ex R. Knuth
- Oxalis umbraticola A. St.-Hil.
- Oxalis unduavensis (Rusby) R. Knuth
- Oxalis urbaniana Schltr.
- Oxalis urbica A. St.-Hil.
- Oxalis urubambensis R. Knuth
- Oxalis uruguaycola Herter
- Oxalis uruguayensis Arechav.
- Oxalis uspallatensis R. Knuth
- Oxalis valdiviana Hort., Veitch ex Vilmorin
- Oxalis valdiviensis Barnéoud
- Oxalis vallicola (Rose) R. Knuth
- Oxalis vargasii Lourteig
- Oxalis variabilis Jacq.
- Oxalis variifolia Steud.
- Oxalis veadeirosensis Lourteig
- Oxalis velutina Diels
- Oxalis venturiana R. Knuth
- Oxalis venustula Arechav.
- Oxalis verecunda Salisb.
- Oxalis vernalis Fredr. ex Norlind
- Oxalis versicolor L.
- Oxalis verticillata DC.
- Oxalis vespertilionis Zucc.
- Oxalis vestita R. Knuth
- Oxalis vigilans L. Bolus
- Oxalis villosa M. Bieb.
- Oxalis villosula R. Knuth
- Oxalis vinaquillo Steud.
- Oxalis violacea L.
- Oxalis virgata Rusby
- Oxalis virginea Jacq.
- Oxalis virgosa Molina
- Oxalis viscidula Schltr.
- Oxalis viscosa E. Mey. ex Sond.
- Oxalis viscosissima (Norlind) Cabrera
- Oxalis viva Willd. ex Steud.
- Oxalis vulcanicola Donn. Sm.
- Oxalis vulgaris Gray
- Oxalis weberbaueri Diels
- Oxalis westii Lourteig
- Oxalis williamsii R. Knuth
- Oxalis woytkowskii Lourteig
- Oxalis wrightii A. Gray
- Oxalis wulingensis T. Deng, D.G. Zhang & Z.L. Nie
- Oxalis wurdackii Lourteig
- Oxalis xantha T.M. Salter
- Oxalis xerophyton R. Knuth
- Oxalis xiphophylla Baker
- Oxalis yacutulensis R. Knuth
- Oxalis yapacaniensis (Kuntze) K. Schum.
- Oxalis yauliensis R. Knuth
- Oxalis yucatanensis (Rose) R. Knuth
- Oxalis yungasensis Rusby
- Oxalis zacatecasensis R. Knuth
- Oxalis zamorana Lourteig
- Oxalis zeekoevleyensis R. Knuth
- Oxalis zeyheri Sond.
- Oxalis zonata Lej.
- Oxalis zuccariniana Steud.
- Oxalis zuccarinii Progel

## Anecdote
La dernière chanson de l'album Rest (2017) de Charlotte Gainsbourg s'intitule les Oxalis.